# Arméniens en Syrie
Les Arméniens en Syrie sont des citoyens syriens ayant une partie ou l'ensemble de leurs ancêtres d'origine arménienne.
La Syrie et les pays voisins ont souvent servi de refuge pour les Arméniens fuyant les guerres et les persécutions telles que le génocide arménien. Selon le Ministère de la Diaspora de la République d'Arménie, le nombre d'Arméniens en Syrie est estimé à 100 000, avec plus de 60 000 d'entre eux centralisés à Alep. D'autres estimations d'associations d'Arméniens en Syrie s'accordent plutôt sur des nombres de l'ordre de 70 à 80 000,. Cependant, depuis le début du conflit actuel, 16 623 citoyens syriens d'origine arménienne sont arrivés en Arménie. Parmi ces personnes déplacées, 13 000 s'étaient établies et avaient trouvé refuge en Arménie au mois de juillet 2015. Le gouvernement leur offre plusieurs options de protection, parmi lesquelles un accès simplifié à la naturalisation par origine arménienne (15 000 personnes ont acquis la citoyenneté arménienne), des procédures accélérées de demande d'asile et la délivrance de permis de résidence à moyen et long terme.
Selon Hranush Hakobyan, seulement 15 000 Arméniens vivent encore en Syrie, les autres ayant fui, dont une majorité en Arménie ou dans le Haut-Karabagh, environ 8 000 sont partis pour le Liban, et d'autres vers d'autres destinations dont l'Europe, les États-Unis et le Canada,. Cependant, des associations arméniennes en Syrie évaluent autour de 35 000 le nombre de personnes restées sur place, en se basant sur des estimations approximatives, notamment une méthode consistant à multiplier le nombre d'élèves inscrits dans les écoles de la minorité arménienne par 3 ou 4, sachant que les mineurs représentent autour de 25-30 % de la pyramide des âges L'Azerbaïdjan s'est déclaré préoccupé quant à la réinstallation des Arméniens syriens dans le territoire contesté du Haut-Karabagh.
Avant la guerre civile syrienne, les villages frontaliers syriens de Kessab et Yakubiyah étaient majoritairement peuplés d'Arméniens. Kessab a été attaqué et pillé par des rebelles islamistes syriens qui ont bénéficié de la part de la Turquie du libre passage à travers le territoire turc, avant d'être expulsés par l'Armée syrienne. Yacubiyah a vu sa population arménienne expulsée par les terroristes du Front al-Nosra,.

## Histoire

### Antiquité
Au cours de l'Antiquité, il y a eu une courte présence arménienne dans le nord de la Syrie. Sous Tigrane le Grand, les Arméniens ont envahi la Syrie et la ville d'Antioche a été choisie comme l'une des quatre capitales de l’éphémère Empire arménien.
En 301, le christianisme est devenu la religion officielle de l'Arménie, à la suite du prosélytisme de Saint Grégoire l'Illuminateur. Les marchands et pèlerins arméniens ont commencé à visiter les important centres chrétiens de l'époque de la Grande Syrie, dont Antioche, Édesse, Nisibe et Jérusalem. Des relations étroites se sont établies entre les Arméniens et les congrégations chrétiennes de Syrie après l'époque apostolique.

### Moyen Âge
Au cours de la première moitié du VIIe siècle, l'Arménie a été conquise par les Arabes. Des milliers d'Arméniens ont été réduits en esclavage par les envahisseurs arabes pour servir dans d'autres régions du Califat Omeyyade, notamment dans leur capitale Damas, en Syrie.
Au cours de la seconde moitié du 11e siècle, l'Arménie, alors sous domination byzantine, est conquise par les Turcs seldjoukides. Des vagues d'Arméniens quittent alors leur patrie pour s'installer dans des pays plus stables. La plupart des Arméniens se sont établis en Cilicie, où ils fondèrent le Royaume arménien de Cilicie. De nombreux autres Arméniens ont préféré s'installer dans le Nord de la Syrie. Des quartiers arméniens se sont développés au cours de la XIe siècle à Antioche, Alep, Ayntab, Marach, Kilis, , etc.
Cependant, la population arménienne de Syrie et de ses environs a considérablement diminué après l'invasion des Mongols menés par Houlagou Khan en 1260.
Après le déclin du Royaume arménien de Cilicie au cours du XIVe siècle, une nouvelle vague de migrants arméniens de Cilicie et dans d'autres villes du Nord de la Syrie sont arrivés dans la ville d'Alep. Ils ont progressivement développé leurs propres écoles et églises jusqu'à devenir une communauté organisée au XVe siècle avec la création du Diocèse arménien de Beroea à Alep.

### Syrie ottomane

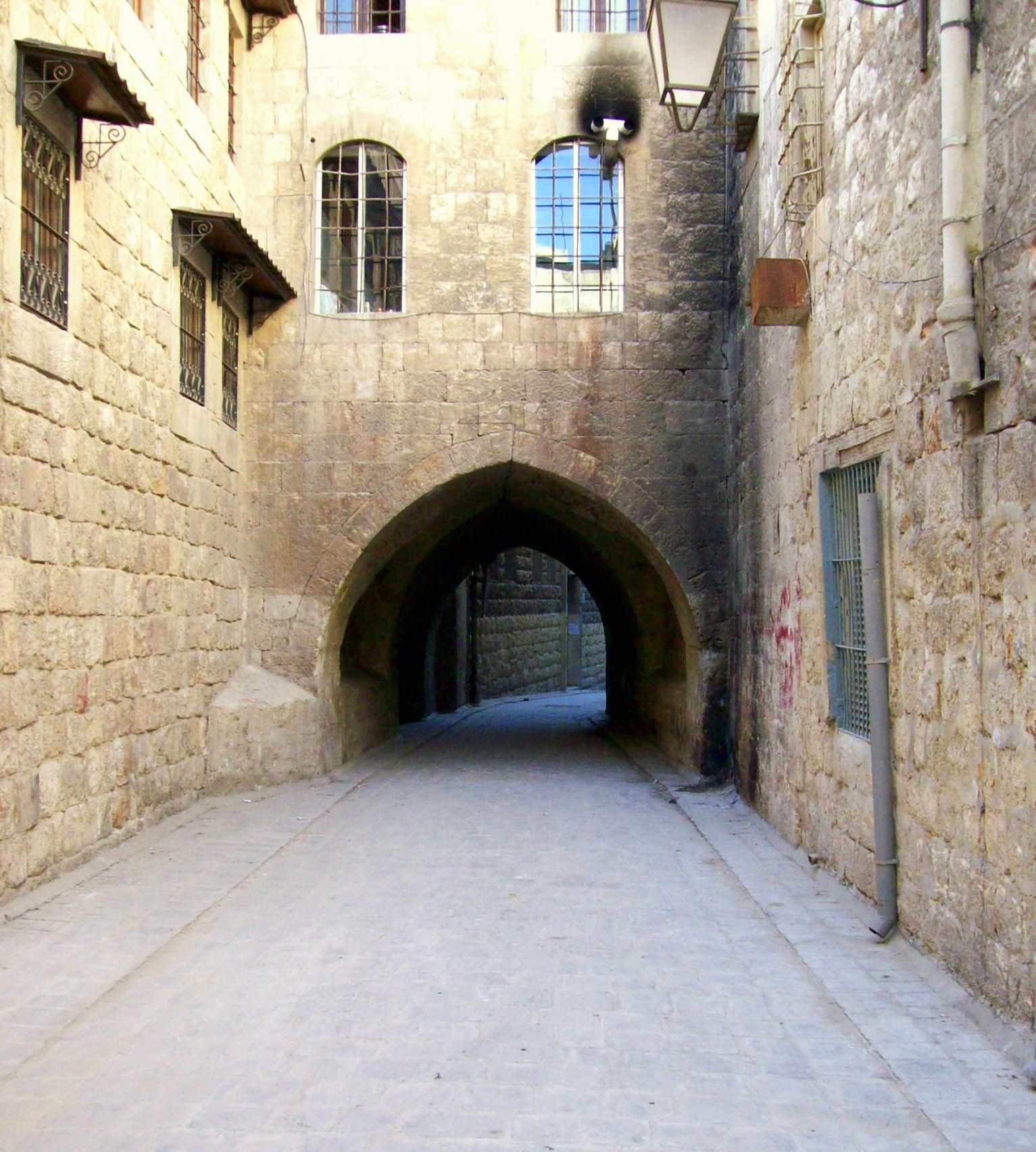
Ruelle étroite du début du XVIIe siècle dans Jdeïdé, menant à l'ancien quartier arménien de Hokedoun, à Alep.

Pendant les premières années de la domination ottomane sur la Syrie, la présence arménienne dans le nord de la Syrie était relativement faible, en raison des conflits armés dans la région. Une communauté importante existait dans Urfa, considérée alors comme faisant partie de la Grande Syrie. L'Empire ottoman comportait une grande population autochtone arménienne dans le haut-plateau arménien, d'où certains Arméniens migraient vers Alep à la recherche d'opportunités économiques. Plus tard, de nombreuses familles arméniennes fuirent l'Arménie occidentale vers Alep afin s'échapper à l'oppression turque. Ainsi, un grand nombre d'Arméniens de Arapgir, Sassoun, Hromgla, Zeitoun, Marach et de la Nouvelle Djulfa s’installèrent dans la ville d'Alep au cours du XVIIe siècle. Une autre vague de migrants originaires de Karin arriva à Alep en 1737. Il y avait aussi des familles d'Erevan.
La population arménienne a augmenté dans la ville d'Alep. Dès la fin du XIXe siècle, la famille Mazloumian a créé l’hôtel Ararat qui est devenu un établissement de renommée internationale et renommé hôtel Baron.
Sous les Ottomans, les Syriens et de nombreux autres groupes ethniques vivaient dans une société cosmopolite d'un point de vue religieux et culturel, chaque communauté ayant une certaine autonomie au niveau local.

« Sous les Ottomans, la région connue aujourd'hui comme la Syrie n'était pas une entité unique, mais plutôt un ensemble de wilayats, ou provinces, qui incluait des régions aujourd'hui située au Liban et en Israël. La population n'était pas non plus homogène. Les wilayats de la Syrie ottomane comprenaient chacune un éventail d'ethnies, de cultures et des structures économiques. Les 400 ans de règne ottoman ont enraciné certaines particularités de ce système politique. Dans la Syrie moderne d'avant la guerre civile, les villes étaient divisées en quartiers culturellement distincts, notamment les quartiers peuplés d'Arméniens et les quartiers des Assyriens. Je me rappelle en particulier les marchés kurdes, où les vendeurs venaient vêtus de leurs couleurs vives pour vendre des fruits et légumes de la campagne.
En fait, la façon dont la Syrie a été régi renforcé l'autonomie de ces différentes communautés ethniques et religieuses. Les Ottomans ont mis en place une politique de pluralisme, destiné à apaiser les différentes nations et de juguler la montée des mouvements nationalistes, dans laquelle les Juifs, les Chrétiens et les Musulmans ont tous la faculté d'affirmer leur propre identité et, par conséquent, n'avait pas besoin de se disputent le pouvoir. Chaque communauté religieuse, connu comme un « millet », avait un représentant à Constantinople et a été autorisé à organiser ses propres affaires, y compris le personnel de l'éducation, les services sociaux et les organismes de bienfaisance et même certaines des normes juridiques par lesquels ils vivaient. Le millet contrôlé tous les différends internes, telles que le mariage, le divorce, l'héritage, et la distribution et la collecte des impôts. Le résidu de cette communauté-système spécifique est resté moderne de la Syrie, par exemple, tout le monde savait que vous alliez au quartier arménien pour obtenir votre argent. »

### Génocide arménien etXXesiècle

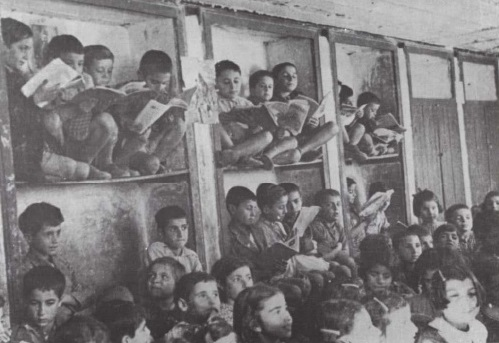
Étudiants arméniens à l'étroit dans des classes surpeuplées dans les villes d'Alep, à la suite du génocide arménien de 1915 qui a entraîné l'arrivée massive d'Arméniens dans les villes syriennes.

Bien que les Arméniens ont une longue histoire en Syrie, la plupart y sont arrivés pendant le génocide arménien commis par l'Empire ottoman. Les principaux lieux utilisés pour l’exécutions d'Arméniens sont situés dans le désert syrien de Deir ez-Zor (Vallée de l'Euphrate). Pendant le génocide, Plus d'un million d'Arméniens ont été tués et des centaines de milliers de personnes ont été déplacées en provenance de l'Arménie historique. Les Arabes vivant dans ces régions n'hésitaient pas à proposer abri et soutien aux Arméniens persécutés. Les Arabes et les Arméniens ont traditionnellement eu de bonnes relations, surtout après que les premiers ont abrité des Arméniens pendant le génocide arménien. Un génocide arabe de moins grande ampleur a été commis en Anatolie à la même période, ce qui a renforcé les affinités communes.
La large population chrétienne a gonflé avec l'afflux d'Arméniens et Assyriens chrétiens réfugiés au cours de la première moitié du XXe siècle et après les génocides arménien et assyrien de 1915. Après l'arrivée des premiers groupes de réfugiés arméniens venant des camps de la mort à Deir ez Zor et de l'Arménie historique (1915-1922), la population de la ville d'Alep en 1922 s'élevait à 156 748 habitants, parmi lesquels 97 600 musulmans (62,26 %), 22 117 chrétiens autochtones principalement catholiques (14,11 %), 6 580 Juifs (4,20 %), 2 652 Européens (1,70 %), 20 007 réfugiés arméniens (12,76 %) et 7 792 autres (4,97 %),.
La deuxième période d'arrivée d'Arménien à Alep a fait suite au retrait des troupes françaises de la Cilicie en 1923. Cette vague a apporté plus de 40 000 réfugiés arméniens à Alep entre 1923 et 1925, et la population de la ville ont monté en flèche jusqu'à 210 000 fin 1925, les Arméniens représentant alors plus de 25 % de la population.
Selon les données historiques présentées par Al-Ghazzi, la grande majorité des Alépins chrétiens étaient catholiques jusqu'aux années 1920. La croissance de la communauté chrétienne orthodoxe est liée à l'arrivée de survivants des génocides arménien et assyrien venant de Cilicie et du Sud de la Turquie, ainsi que d'un grand nombre de Grecs orthodoxes du Sandjak de Alexandrette qui sont arrivés dans la ville d'Alep plus tard, après l'annexion du Sandjak en 1939 par la Turquie.
En 1944, la population d'Alep s'élevait à 325 000, dont 112 110 chrétiens (34,5 %), parmi lesquels 60 200 Arméniens. Les Arméniens représentaient plus de la moitié de la communauté chrétienne de la ville d'Alep jusqu'en 1947, lorsque de nombreux groupes émigrairent vers l'Arménie soviétique en profitant du Programme de rapatriement arménien (1946-1967).

### État actuel et guerre civile syrienne
Dans une interview au journal turc Radikal, Rober Koptaş, rédacteur en chef du journal arménien Agos, a déclaré que les Arméniens se sentaient relativement en sécurité sous Assad. Selon l'économiste, la Syrie était alors vue comme un havre de paix pour cette communauté, et, par conséquent, les Arméniens étaient plutôt favorables à al-Assad au cours de la Guerre civile syrienne.
Selon le ministère de la Diaspora de la République d'Arménie, le nombre d'Arméniens en Syrie est estimé à 100 000, avec plus de 60 000 d'entre eux centralisés à Alep. D'autres estimations d'associations d'Arméniens en Syrie s'accordent plutôt sur des nombres de l'ordre de 70 à 80 000. Cependant, depuis le début du conflit actuel, 16 623 citoyens syriens d'origine arménienne sont arrivés en Arménie. Parmi ces personnes déplacées, 13 000 s'étaient établies et avaient trouvé refuge en Arménie au mois de juillet 2015. Le gouvernement leur offre plusieurs options de protection, parmi lesquelles un accès simplifié à la naturalisation par origine arménienne (15 000 personnes ont acquis la citoyenneté arménienne), des procédures accélérées de demande d'asile et la délivrance de permis de résidence à moyen et long terme.
Selon Hranush Hakobyan, seulement 15 000 Arméniens vivent encore en Syrie, les autres ayant fui, dont une majorité en Arménie ou dans le Haut-Karabakh, environ 8 000 sont partis pour le Liban, et d'autres vers d'autres destinations dont l'Europe, les États-Unis et le Canada. Cependant, des associations arméniennes en Syrie évaluent autour de 35 000 le nombre de personnes restées sur place, en se basant sur des estimations approximatives, notamment une méthode consistant à multiplier le nombre d'élèves inscrits dans les écoles de la minorité arménienne par 3 ou 4, sachant que les mineurs représentent autour de 25-30 % de la pyramide des âges.
En 2015, Armenian Committee for Urgent Relief and Rehabilitation, en tournée aux États-Unis pour expliquer la situation des arméniens en Syrie, affirme que la communauté arménienne de Syrie, avec toutes ses organisations, ses institutions religieuses et éducatives et ses sociétés culturelles, continue de fonctionner correctement et complètement
Les Arméniens en Syrie sont présents aussi bien dans les zones rurales qu'en ville. Avant la guerre civile, les villages de Kessab et Yakubiyah étaient majoritairement peuplés d'Arméniens ; ils sont tous deux situés près de la frontière contestée de la province de Hatay. Kessab a été attaqué et pillé par des rebelles islamistes syriens qui ont bénéficié de la part de la Turquie du libre passage à travers le territoire turc (bien que le gouvernement turc nie cette affirmation) et Yacubiyah a vu sa population arménienne expulsée par Al Nusra,. En dehors de ces deux villages, les Arméniens sont majoritairement urbains. La plupart des Arméniens de Syrie vivent dans la ville d'Alep, ainsi que dans d'autres villes, notamment à Lattaquié, Damas, Qamichli, Raqqa, Tell Abyad, Hassaké, Deir ez-Zor, Al-Malikiyah et Ras al-Ayn, même si certaines de ces villes ont vu leurs populations expulsées comme Raqqa et Deir ez-Zor.
Dans la ville d'Alep, le quartier arménien a été ciblé par les forces rebelles, ce qui a causé de nombreuses pertes. Arman Kirakossian, ambassadeur d'Arménie auprès de l'Organisation pour la sécurité et la coopération en Europe (OSCE), a condamné lors de la 105e session du Conseil permanent de l'OSCE les attaques ciblées sur les quartiers chrétiens d'Alep qui ont tué de nombreux Arméniens. Selon Kirakossian, les minorités ethniques et religieuses, y compris les Arméniens, sont des cibles clés pour les groupes militants tels que l'État islamique ou Al Nusra, ainsi que pour al-Qaïda. D'après Nerses Sarkissian, membre du Syrian Armenian Committee for Urgent Relief and Rehabilitation, les districts peuplés d'Arméniens sont parfois plus visés que d'autres parties de la ville, car il existe dans l'opposition des factions ayant un programme anti-arménien ou pro-turc. Selon lui, le problème de la sécurité est essentiel, car la menace des roquettes est permanente. Mais il s'y ajoute celui des besoins vitaux, qui peuvent être difficiles à satisfaire à Alep : le prix des aliments varie en fonction de l'ouverture des couloirs sécurisés, et l'eau est gérée par une compagnie qui se trouve dans la partie d'Alep contrôlée par l'opposition. La distribution d'eau aux citoyens pacifiques n'est pas assurée parfois pendant des mois, et peut se faire en échange de prisonniers ou de pots-de-vin. Le gouvernement et certaines organisations bienveillantes ont creusé des puits sur les propriétés de certaines églises et mosquées. Les membres de la communauté arménienne distribuent l'eau de ces puits en utilisant des véhicules spéciaux de transport d'eau. Ainsi, ceux qui n'ont pas de réservoir d'eau peuvent tout de même en avoir. L'eau est distribuée gratuitement pour ceux qui n'ont pas de quoi payer.
En 2015, l'église arménienne locale de Sainte-Rita à Alep aurait été détruite par des combattants rebelles, selon des informations non confirmées à ce jour. Mirror-spectator estime en 2016 que la communauté arménienne à Alep a baissé de 60 000 personnes avant guerre, à 8 000 personnes, vivant dans les décombres d'une ville ravagée.

## Organisations

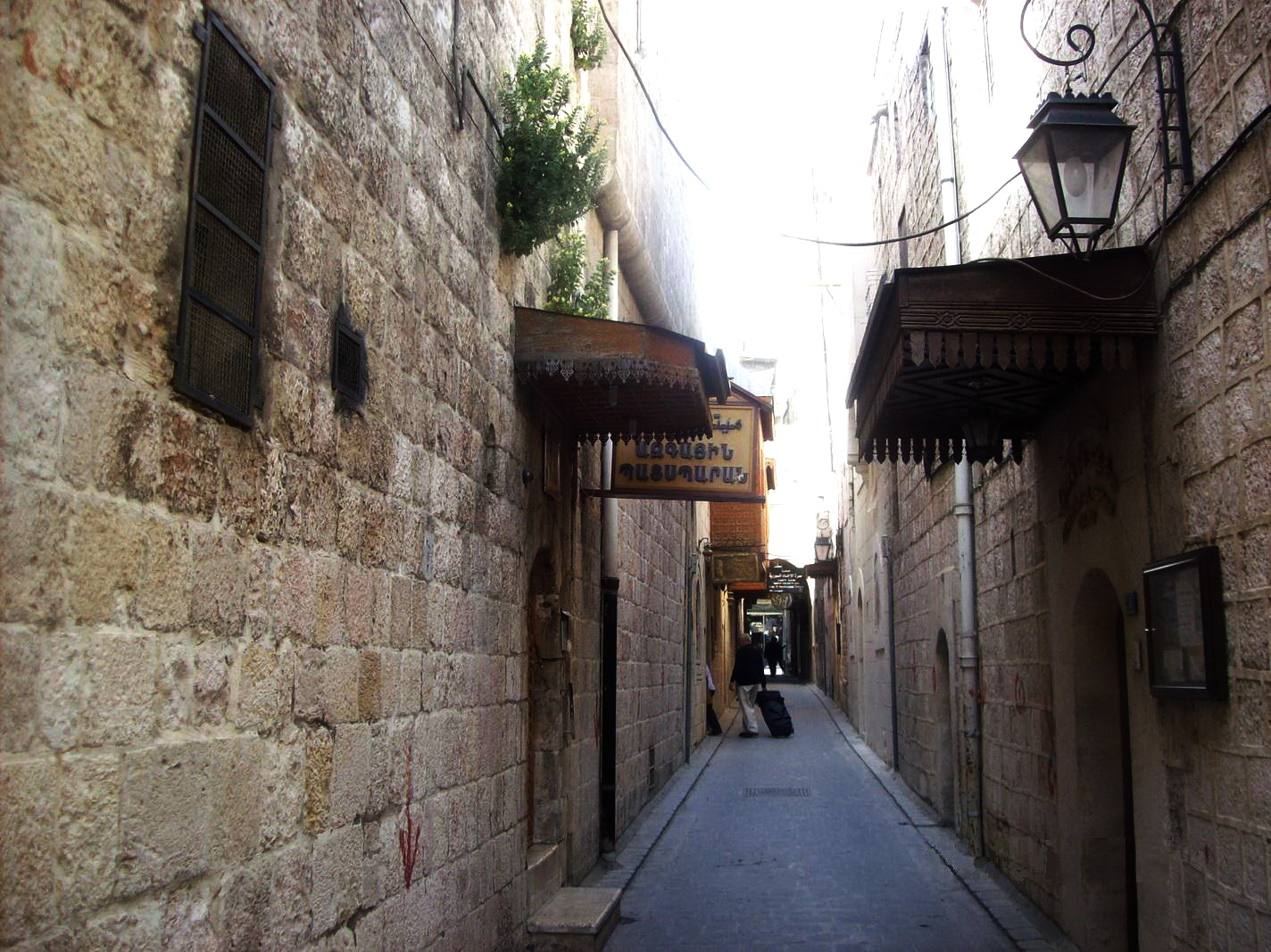
L'orphelinat arménien à Jdeydeh, Alep.

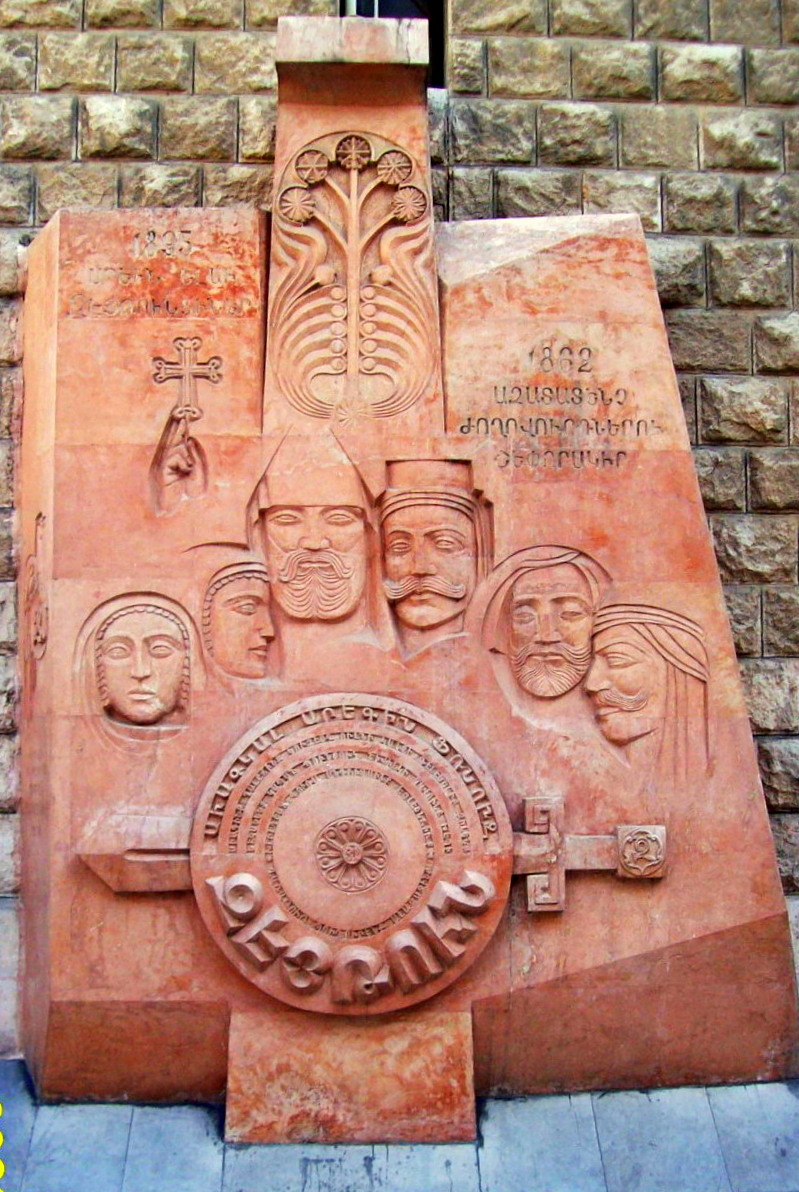
Monument à la mémoire de la résistance de Zeitoun en 1895, église Surp Kevork, Alep.

La majorité des organisations arméniennes sont basées dans la ville d'Alep, agissant en tant qu'associations culturelles, sportives, caritatives ou de jeunesse.
Associations culturelles basées à Alep :
- Association culturelle Grtasirats (1924)
- Association culturelle Kermanig-Vasbouragan (1928)
- Association culturelle et éducative Hamazkayin (1930)
- Association de la Jeunesse Arménienne (1932)
- Association culturelle arménienne Tékéyan (1955)
- Association Culturelle Nationale (1955)
- Urfa Association culturelle de la Renaissance (1957)
- Association culturelle Nor Serount (1958)
- Association culturelle cilicienne (1964)
- Association de la Jeunesse Syrienne (1978)

Associations caritatives basées à Alep :
- Union générale arménienne de bienfaisance (1910)
- Association de la Croix-Rouge syro-arménienne (1919)
- Orphelinat national (1920)
- Maison arménienne du grand âge (1923)
- Société commémorative Howard Karageozian (1941)
- Fondation mémorielle Jinishian (1966)
- Conseil des services sociaux du Diocèse de Beroea (1993)

Associations sportives basées à Alep :
- Union sportive arménienne, connue sous le nom d'organisation sportive et de scoutisme Homenmen, établie dans la ville d'Alep en 1921
- Union sportive Ararat, fondée en 1923, représentée à la Fédération sportive générale syrienne sous le nom de Ouroube SC
- Union athlétique arménienne générale, connue sous le nom d'organisation sportive et de scoutisme Homentmen, créée à Constantinople en 1918 et ayant ouvert des succursales en Syrie en 1925, représenté à la Fédération sportive générale syrienne sous le nom d'al-Yarmouk SC

Associations d'étudiants basées à Alep :
- Association des diplômés du lycée Karen-Jeppe (1947)
- Association étudiante de l'Université syro-arménienne (Ս.Հ.Մ., créée en 1968)
- Association des diplômés des Institutions d'enseignement supérieur d'Arménie (1982)
- Association des diplômés arméniens des universités syriennes (Ս.Հ.Շ.Հ.Մ., créée en 1985)
- Dkhrouny étudiants - Association de jeunesse (1969) du parti Hunchakian
- Association d'étudiants Christapor (2001) du parti Dachnak

La plupart des associations sont implantées dans plusieurs autres villes syriennes comme Qamichli, Damas, Lattaquié, Kessab, , etc.
Les Arméniens d'Alep ont également formé des associations communautaires basées sur leurs origines, nommées selon le nom des villes et des villages, d'où leurs ancêtres ont migré à la suite du Génocide arménien. De nos jours, il existe 11 organisations de ce type opérant dans la ville d'Alep: Dikranagerd, Daron-Duruperan, Marach, Urfa-femmes, Urfa-jeunesse, Palu, Zeitoun, Kilis, Berejik, Musa Ler et Garmouj.
Parmi les autres structures communautaires dans la ville d'Alep on dénombre :
- Le cimetière national, ouvert en 1927, sur un terrain public qui est devenu la propriété de la prélature après l'indépendance de la Syrie en 1946. La chapelle de Surp Hripsimé se dresse au centre du cimetière depuis 1970.
- Le théâtre Avetis Aharonian de la prélature arménienne, inauguré en 1959, rénové et rebaptisé en 1989 (450 places)
- Le théâtre Zavarian de la prélature arménienne, ouvert en 1965, rénové en 2002 (350 places)
- Le théâtre Kevork Nazarian de l'AGBU, rénové et renommé dans le milieu des années 1990 (550 places)
- Le théâtre Zohrab Kaprielian de l'association culturelle Grtasirats, ouvert en 1973, rénové et rebaptisé en 1999 (600 places)
- Le théâtre Kevork Yesayan de la Prélature arménienne, ouvert en 2005 (700 places)
- Le Trésor Zarehian, a ouvert en 1991 dans le bâtiment de l'ancienne église Sainte Mère de Dieu datant du 15e siècle, près de la Cathédrale des Quarante Martyrs. Plus de 650 belles pièces sont exposées dans le musée.
- L'hôpital Vergin Gulbenkian.

## Religion

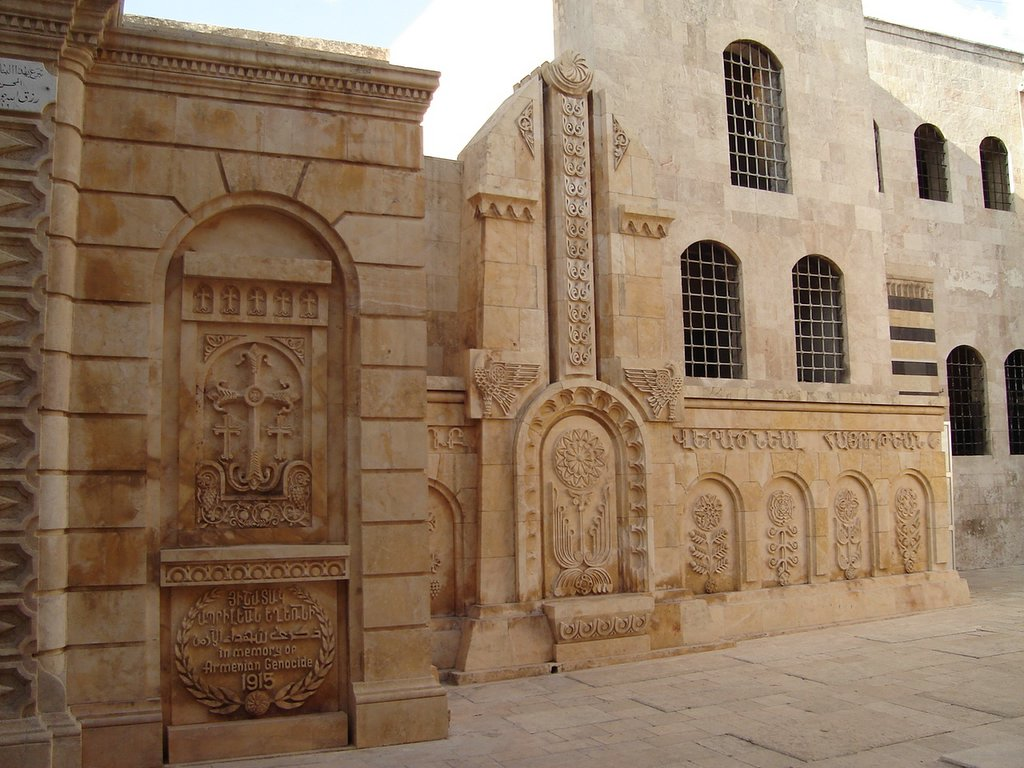
Le mémorial du génocide à la cathédrale des Quarante Martyrs à Alep.

Les Arméniens en Syrie sont principalement des adeptes de l'Église apostolique arménienne, avec une minorité de catholiques arméniens et d'évangélistes arméniens. L'Église a un rôle très important dans le maintien de l'unité de la communauté arménienne en Syrie.
Après 301 après Jésus-Christ, lorsque le christianisme a été adopté comme religion officielle de l'Arménie et de sa population, la ville d'Alep est devenue un centre important pour les pèlerins arméniens en route vers Jérusalem. Pourtant, il n'existe pas de communauté organisée dans la ville avant l'élargissement de la présence arménienne à Alep pendant la période du Royaume arménien de Cilicie (12e siècle), lorsqu'un nombre considérable de familles arméniennes et de commerçants se sont installés dans la ville et ont créé leurs propres entreprises, leurs résidences, et, progressivement, des écoles, des églises et de la prélature. L'église arménienne des Quarante Martyrs dans la ville d'Alep a été mentionné pour la première fois en 1476. En 1624, conséquemment à la croissance du nombre des Arméniens résidents et des pèlerins, les Arméniens de la prélature commencent à construire un quartier autour de l'église qui a conservé son nom d'origine Hokedoun (Maison Spirituelle), jusqu'alors. Ce quartier était prévu pour servir d'hébergement pour les Arméniens pèlerins en route vers Jérusalem.

### Apostoliques arméniens

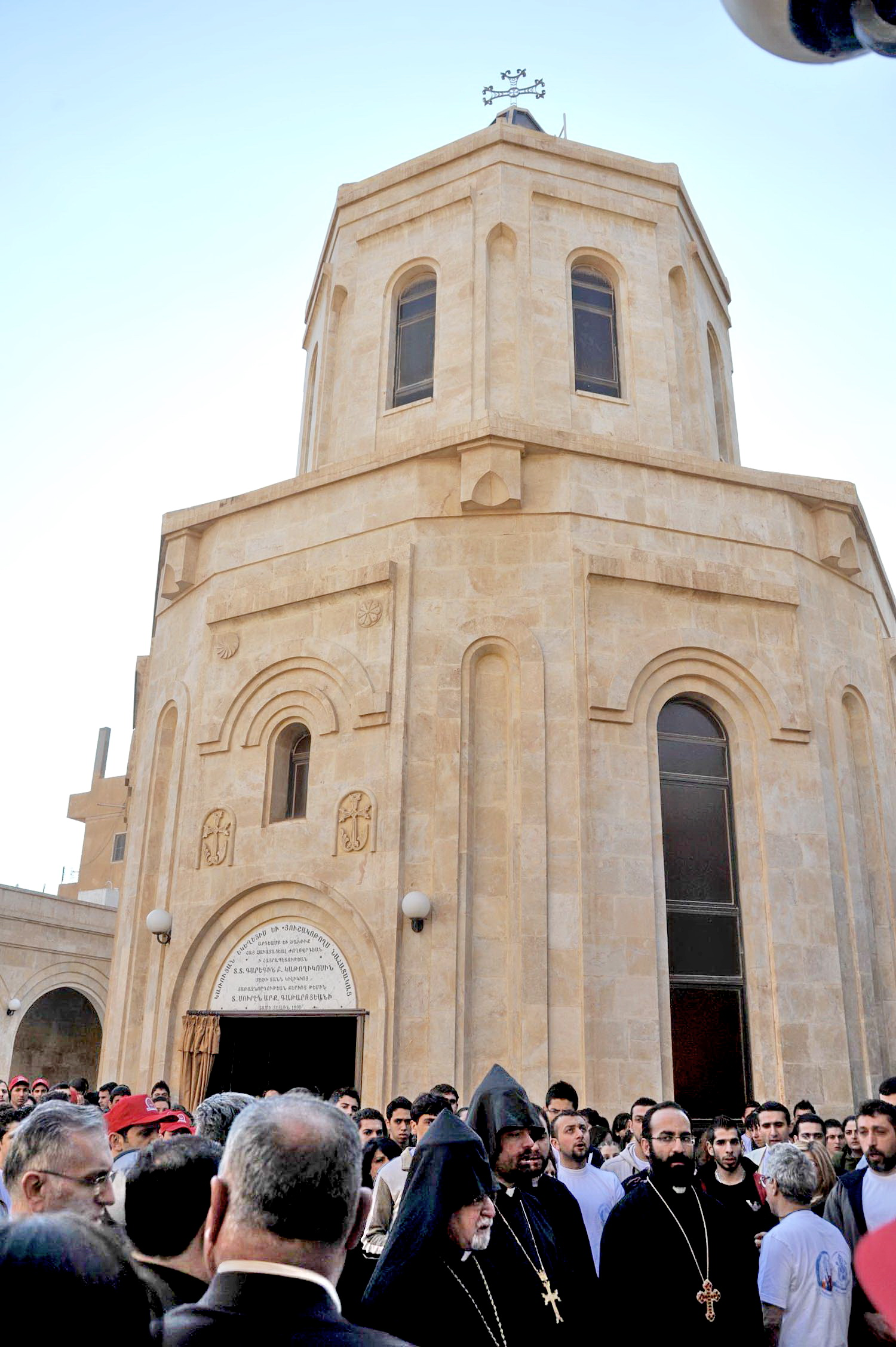
Église du souvenir des Martyrs du génocide arménien, de Deir ez-Zor

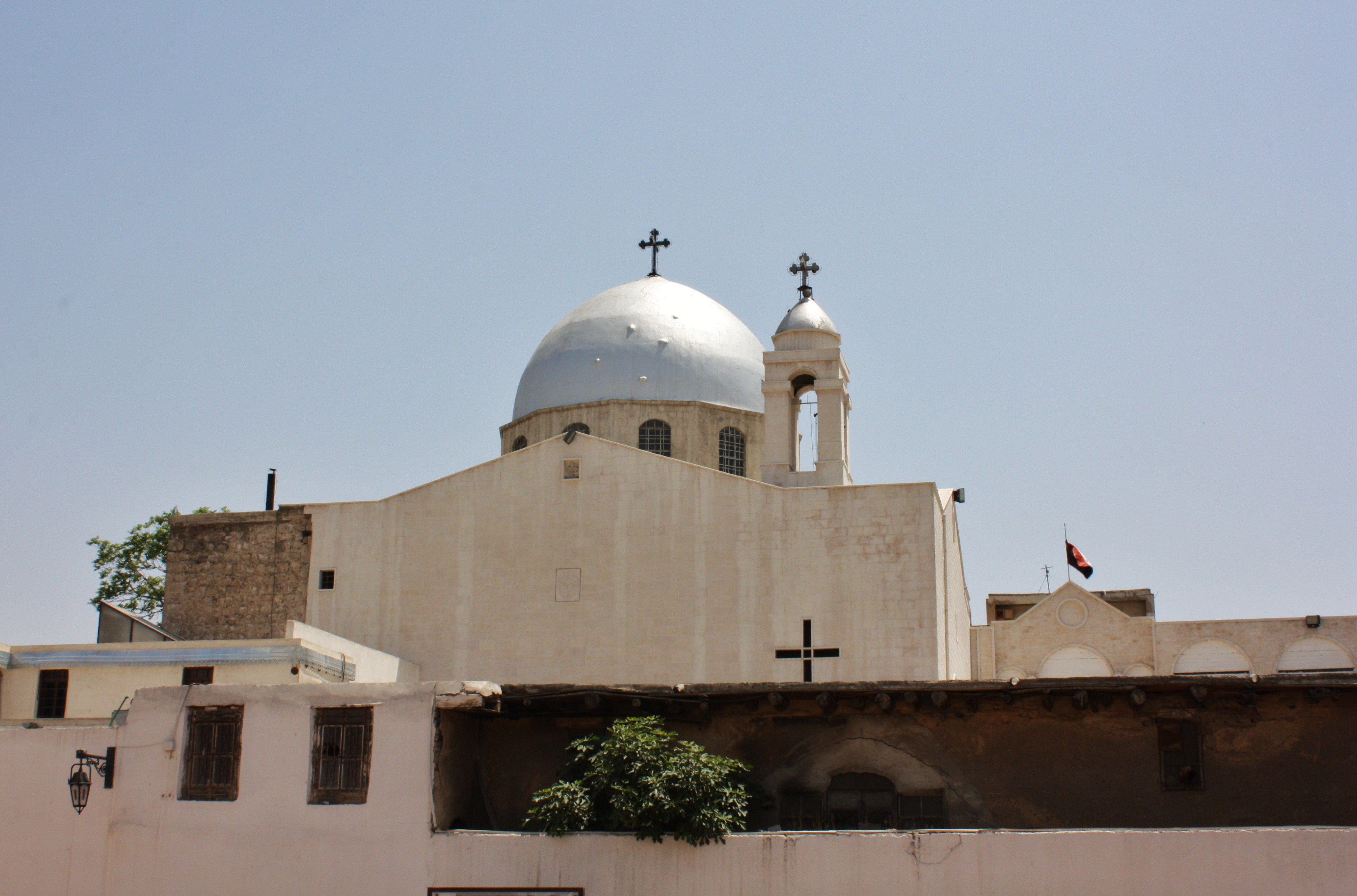
Cathédrale Surp Sarkis de Damas.

La majorité des Arméniens de l'Église apostolique arménienne (aussi connu comme Église orthodoxe orientale arménienne) sont sous la juridiction du Saint-siège de Cilicie (basé à Antélias, Liban), de l'Église apostolique arménienne. Cependant, le diocèse de Damas prête allégeance au Saint-Siège d'Etchmiadzin.
La population apostolique arménienne en Syrie est répartie entre les trois prélatures suivantes :
- Le diocèse de Beroea (à Alep), a été fondé en 1432 par la Grande Maison de Cilicie. Hovakim de Beroea est devenu le premier évêque d'Alep entre 1432 et 1442. La population du diocèse sur l'ensemble de la Syrie est estimée à 70 000 croyants. La prélature a sous sa responsabilité les églises suivantes :
  - La cathédrale des Quarante-Martyrs d'Alep (1491)
  - L'église d'Alep Surp Krikor Loussavoritch (Saint Grégoire l'Illuminateur)
  - L'église Surp Hagop d'Alep (1943)
  - L'église Surp Kevork d'Alep (1965)
  - L'église de la Sainte-Mère-de-Dieu d'Alep (1983)
  - L'église Surp Hripsime dans le village de Yacoubiyah
  - L'église Surp Anna de Yacoubiyah
  - L'église de la Sainte-Mère-de-Dieu de Lattaquié
  - L'église de la Sainte-Mère-de-Dieu de Kessab
  - L'église de la Sainte-Mère-de-Dieu de Karadouran, Kessab
  - L'église Surp Stepanos de Karadouran, Kessab
  - L'église arménienne Surp Kevork dans le village de Ghnemiyeh
  - L'église Surp Stepanos dans le village d'Aramo
  - L'église Sainte-Croix de Tell Abyad
  - L'église du Mémorial des Martyrs du génocide arménien de Deir ez-Zor
  - La chapelle de la Sainte Résurrection dans le village de Margadeh
- Diocèse de Jezireh (à Qamishli) sous la juridiction de la Grande Maison de Cilicie. La prélature a sous sa responsabilité les églises suivantes en Syrie :
  - La cathédrale Surp Hagop de Qamichli
  - L'église Surp Hovhannu Garabed à Hassaké
  - L'église de la Sainte-Mère-de-Dieu de Al-Malikiyah (anciennement Dayrik)
  - L'église de la Sainte-Mère-de-Dieu de Ras al-Ayn
- Le diocèse de Damas sous la juridiction du Saint-Siège d'Etchmiadzin. La prélature a sous sa responsabilité les églises suivantes en Syrie :
  - La cathédrale Surp Sarkis de Damas
  - L'église Surp Mesrob Mashdots de Homs.

### Catholiques arméniens

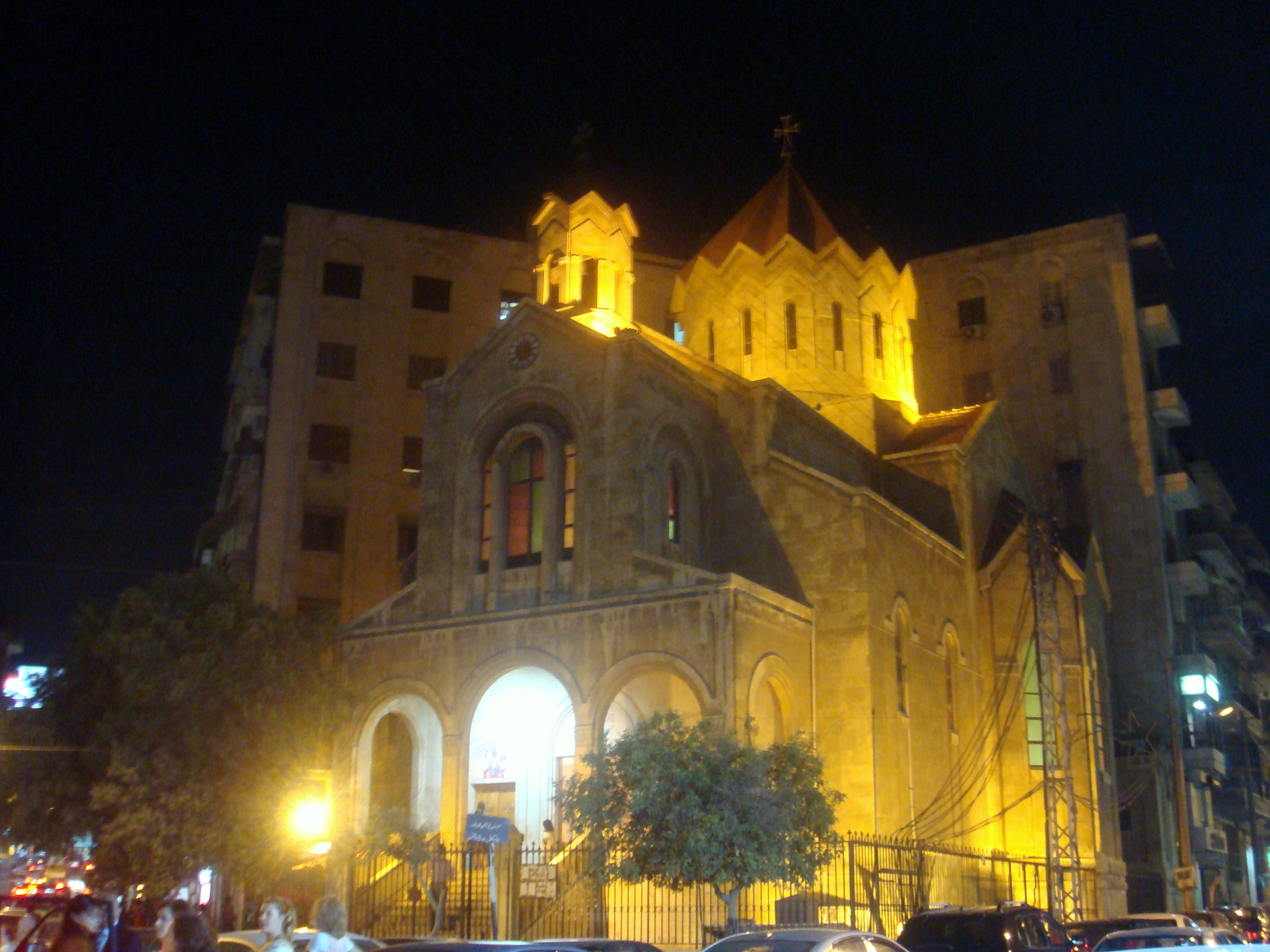
Église catholique arménienne de la Sainte-Croix, à Alep.

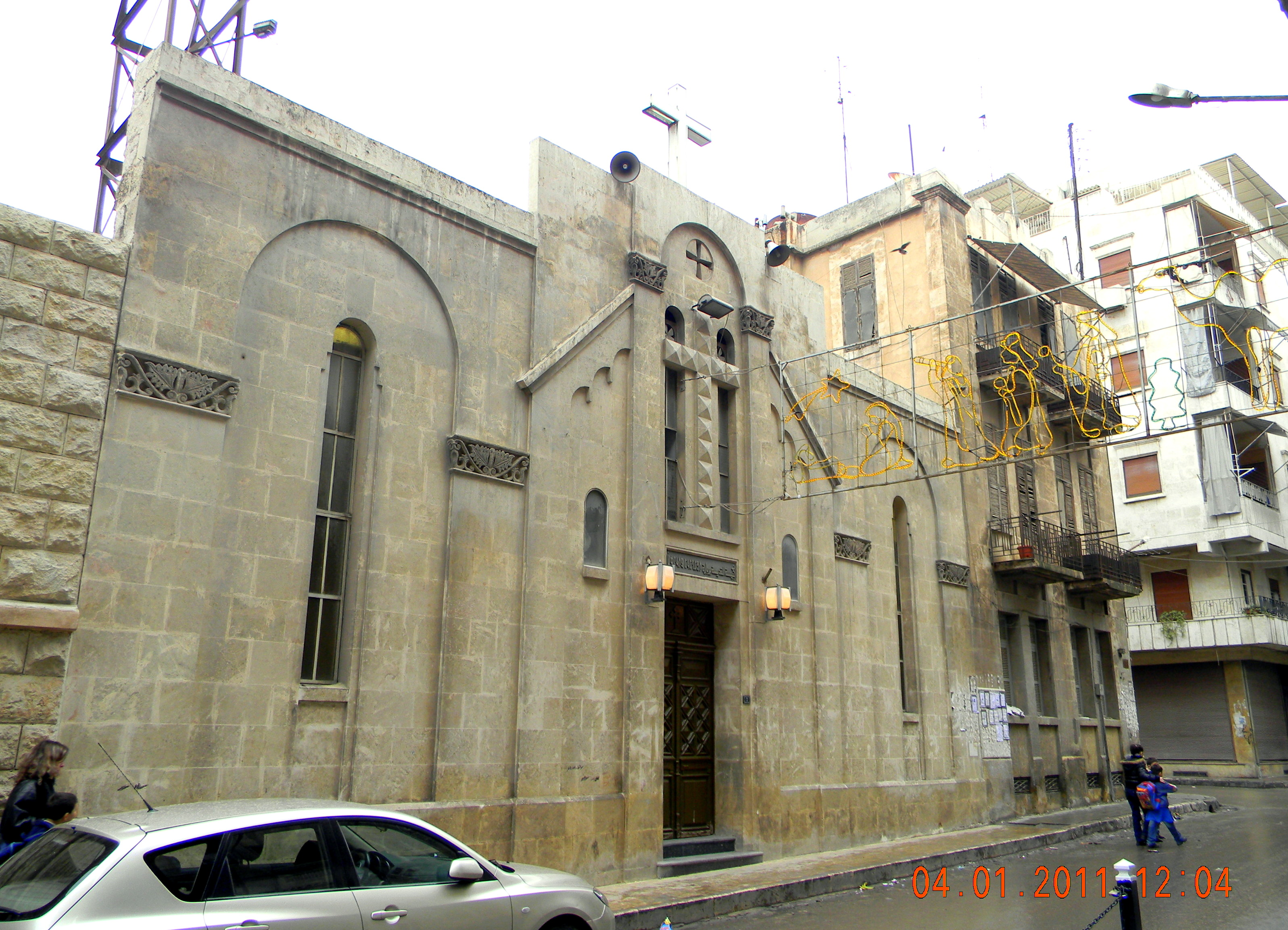
Église catholique arménienne Saint-Sauveur - Sainte-Barbara, à Alep

Les catholiques arméniens sont les membres de l'Église catholique arménienne. La population catholique arménienne de Syrie est répartie en quatre prélatures (ci-dessous) sous la juridiction du Patriarcat catholique arménien de Cilicie :
- Archéparchie d'Alep des Arméniens : le premier prélat catholique arménien officiel dans la ville d'Alep a été l'évêque Abraham Ardzivian (1710-1740). En 1740, il est devenu le premier Catholicos-Patriarche catholique arménien de Cilicie, nommé par le Pape Benoît XIV en 1742 au Liban. Actuellement, le nombre de fidèles l'archéparchie catholique arménienne d'Alep est d'environ 15 000. La prélature a sous sa responsabilité les églises suivantes en Syrie :
  - La cathédrale de Notre-Dame de Secours d'Alep (1840)
  - L'église Saint-Sauveur - Sainte-Barbara, d'Alep (1937)
  - L'église de Notre-Dame de l'Annonciation d'Alep (1942)
  - L'église de la Sainte-Trinité d'Alep (1965)
  - L'église de la Sainte-Croix d'Alep (1993)
  - L'église de la Sainte Mère de Dieu et des Martyrs de Raqqa
- L'exarchat patriarcal de Damas : la communauté catholique arménienne de Damas a été organisée en 1763, au cours de la période du Catholicos Michael Petros III Kasparian. En 1863, la première église catholique arménienne à Damas a été consacrée. La première pierre du chantier de la nouvelle église et de la prélature dans le quartier de Bab Touma a eu lieu en 1959. En 1969, le premier évêque catholique arménien de Damas a été nommé. Depuis 1984, l'évêque catholique arménien porte le titre d'exarque patriarcal. La prélature a sous sa responsabilité la cathédrale Notre-Dame de l'Univers de Damas
- L'éparchie de Qamishli couvre les régions de l'est de la Syrie (Al-Jazira, Haute-Mésopotamie), y compris les gouvernorats d'Al-Hasakah et de Deir ez-Zor. La prélature a sous sa responsabilité les églises suivantes en Syrie :
  - La cathédrale Saint-Joseph de Qamishli
  - L'église de la Sainte-Famille de Al-Hassakah
  - L'église Saint Grégoire l'Illuminateur de Deir ez-Zor
- Le diocèse de Kessab couvre la population catholique arménienne dans le gouvernorat de Lattaquié. La prélature a sous sa responsabilité les églises suivantes en Syrie :
  - L'église Saint-Michel-Archange de Kessab
  - L'église de Notre-Dame-de-l'Assomption de Baghjaghaz, Kessab

L'église catholique arménienne gère deux couvents en Syrie :
- Le couvent des Sœurs de l'Immaculée Conception à Alep
- Le couvent des pères mekhitaristes dans la ville d'Alep

### Évangéliques arméniens

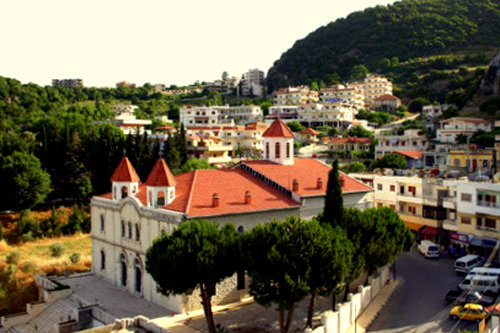
L'église évangélique arménienne de la Sainte-Trinité de Kessab.

Les évangéliques arméniens (aussi appelés protestants arméniens) appartiennent à l'Union des Églises évangéliques arméniennes du Proche-Orient de l'Église évangélique arménienne.
- La communauté évangélique arménienne en Syrie gère les églises suivantes en Syrie :
  - L'église Emmanuel d'Alep
  - L'église Bethel d'Alep
  - L'église des Martyrs d'Alep
  - L'église du Christ d'Alep
  - L'église Sainte-Trinité de Kessab
  - L'église Emmanuel de Ekizolukh, Kessab
  - L'église évangélique arménienne de Keorkeuna, Kessab
  - L'église évangélique arménienne de Karadouran, Kessab

## Enseignement

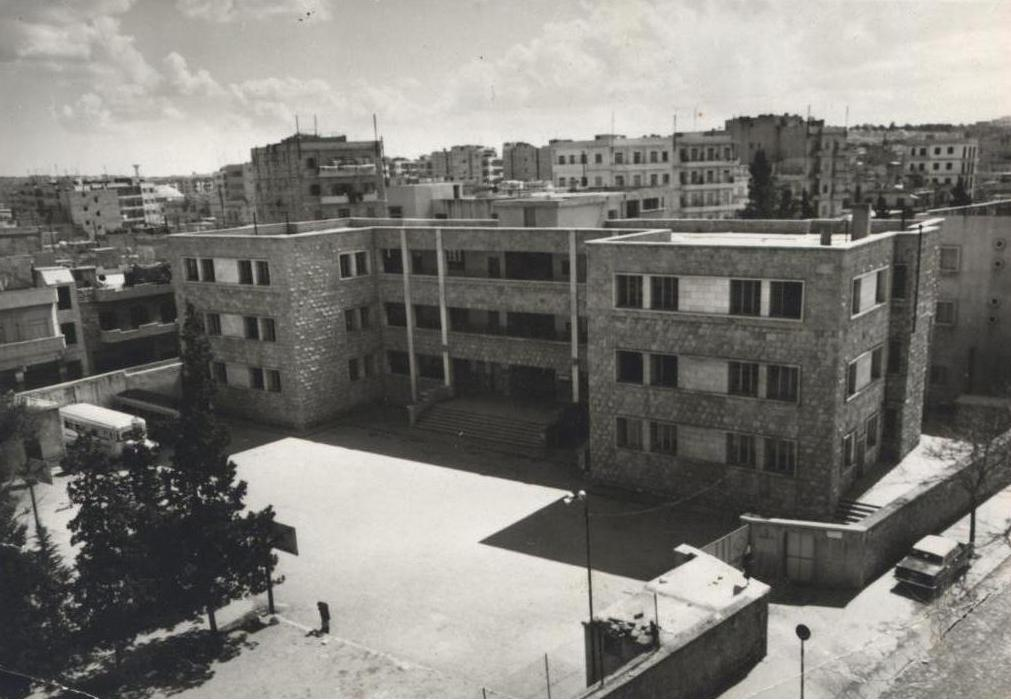
Lycée arménienne Karen Jeppe d'Alep en 1973.

L'enseignement est un facteur important dans le maintien de la langue arménienne et du sentiment d'appartenance à la communauté arménienne de Syrie. Alep étant le principal lieu de vie de la communauté, elle est de longue date le centre des institutions culturelles et scolaires arméniennes. Les élèves arméniens diplômés des écoles de la communauté peuvent intégrer directement le système universitaire syrien, après avoir passé les examens du Thanawiya 'Amma (équivalent du baccalauréat).

### Écoles arméniennes à Alep
Neuf écoles au total sont ouvertes dans la ville d'Alep, dont quatre établissements d'enseignement secondaire (lycées) :
- Lycée Karen Jeppe, la plus ancienne école secondaire arménienne d'Alep. Il a ouvert en 1947 sur un terrain du quartier Meydan offert à la prélature arménienne via l'héritage du danois philanthrope Karen Jeppe. L'école a été créée à l'initiative de l'évêque Zareh Payaslian (le futur Catholicos Zareh 1er du Saint-Siège de Cilicie). Le bâtiment de l'école a été élargi progressivement en 1966, 1973 et 1986. Aujourd'hui, le lycée accueille plus de 1 100 étudiants des deux sexes sur une section secondaire unique de six niveaux. L'école est sous l'administration directe de la prélature arménienne d'Alep.
- Le lycée central arménien Lazar Najarian-Calouste Gulbenkian de l'AGBU a été fondé sous le nom d'école centrale Lazar Najarian en 1954 par l'union générale arménienne de bienfaisance. L'école a été transformée en lycée avec une section secondaire en 1959 et renommée lycée central arménien Lazar Najarian-Calouste Gulbenkian. Les sections primaire et le secondaire sont situées dans deux bâtiments adjacents, tandis que l'école maternelle dispose de son propre édifice nouvellement construit. L'école est mixte et compte plus de 1 500 élèves. Elle opère sous la responsabilité de la société régionale du comité central de l'union générale arménienne de bienfaisance. L'école possède son propre théâtre, nommé d'après son bienfaiteur "Kevork Hagop Nazarian".

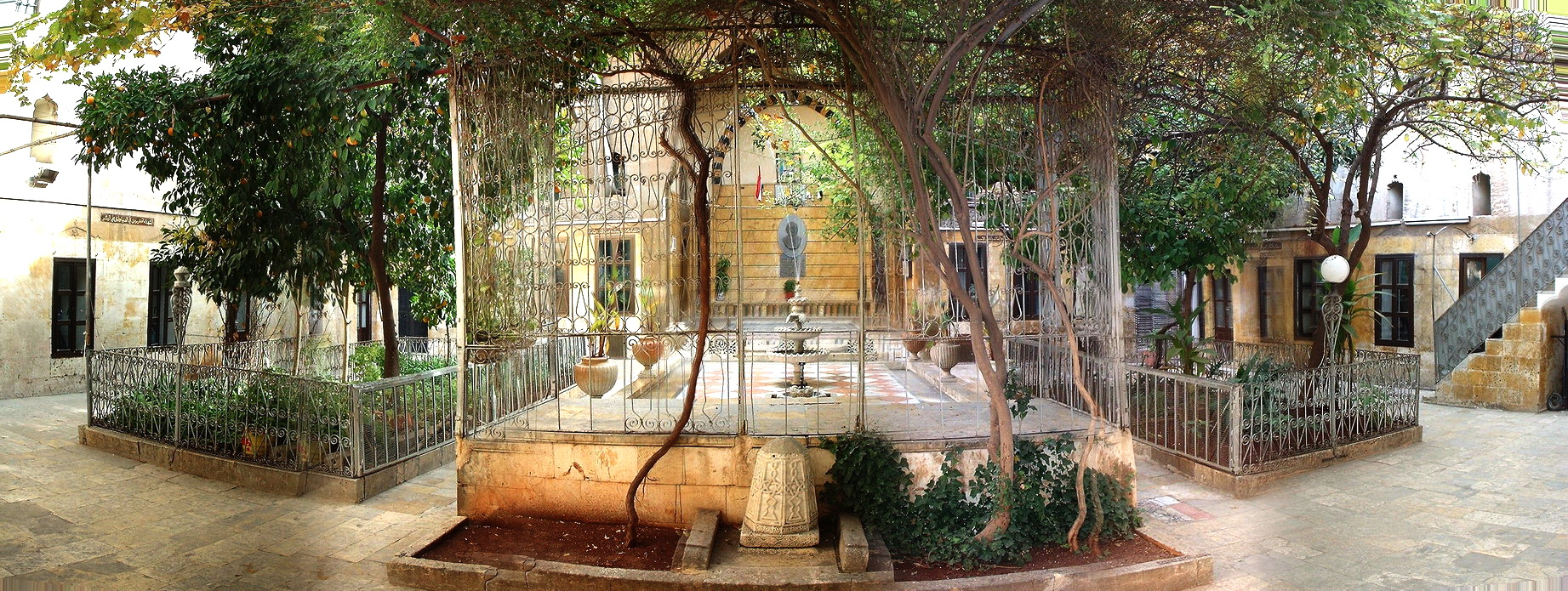
La section primaire du lycée cilicien.

- Le lycée arménien cilicien, fondé en 1921, est une école mixte de 12 niveaux. Il dispose de trois sections : maternelle, primaire et secondaire, chacune d'elles ayant son propre bâtiment situé le long l'allée Sissi du vieux quartier chrétien de Jdeydeh. À l'origine, l'école a été fondée en 1921 en tant qu'école des réfugiés ciliciens par l'association du Secours Cilicien. En 1930, elle a été renommée école cilicienne puis lycée cilicien après la fondation de la section secondaire en 1960. L'école cilicienne est sous l'administration de l'Association Culturelle Cilicienne et compte plus de 450 élèves des deux sexes.

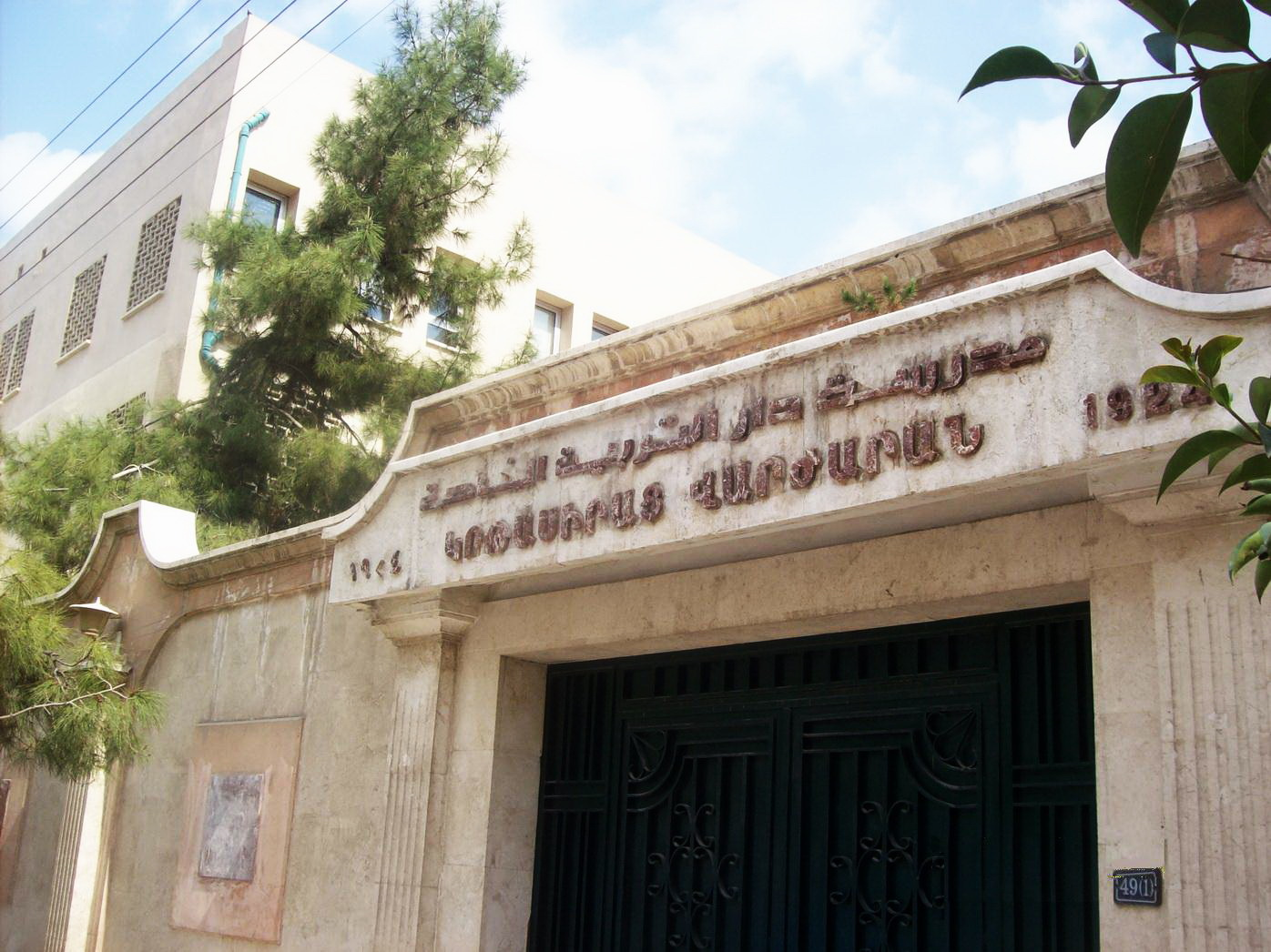
Le lycée Grtasirats.

- Le lycée arménien Grtasirats, fondé en 1924 sous le nom d'école mixte Grtasirats de Aintab par l'association Grtasirats d'Aintab. Jusqu'en 1974, l'école était située dans l'ancien quartier chrétien près de Jdeydeh, puis elle a été transférée dans un nouveau bâtiment moderne dans le quartier Sulaimaniyah. Elle comprend un jardin d'enfants, une section primaire et, depuis 2004, une section secondaire. L'école est administrée par l'association culturelle Grtasirats, et accueille plus de 300 élèves. À côté de l'école, l'église arménienne de la Sainte Mère de Dieu a été ouverte en 1983. L'école dispose de son propre théâtre, Zohrab Kaprielian, un des plus grands dans la ville d'Alep.
- École mekhitariste d'Alep, fondée en 1936 en tant qu'école primaire catholique arménienne. Elle est devenue ensuite une école à neuf niveaux avec une section primaire et une section collège. Durant les années 2000, elle a été transformée en une école secondaire avec douze niveaux.

Autres écoles primaires de la ville d'Alep, sous l'administration de la prélature :

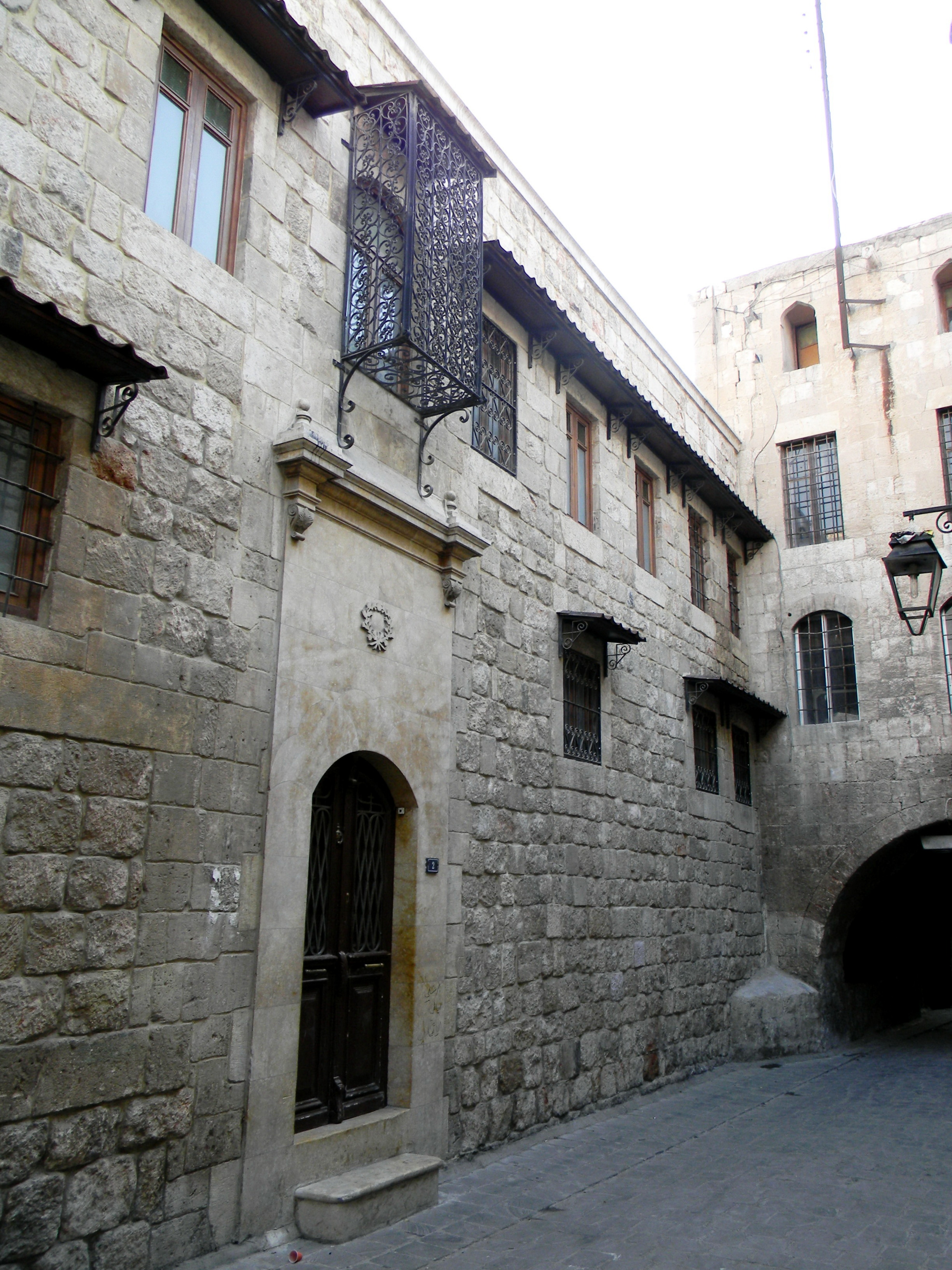
Haygazian Primary School.

- L'école primaire Haygazian, créée en 1919. Cette école a pris le relais des anciennes écoles "Tebradoun" (créée en 1876) et l'école Nersessian. Située à lintérieur de l'enceinte de la Cathedrale des Quarante-Martyrs dans le quartier Jdeydeh, cette école est mixte et accueille plus de 800 élèves sur six niveaux. L'école maternelle correspondante est située dans le quartier Meydan. L'école comporte un théâtre portant le nom de Avetis Aharonian.
- L'école primaire Zavarian, fondée en 1925 sous le nom d'école Nersessian avec un centre pour adultes orphelins. Le 15 août 1936, les deux sections ont été réunies dans un même bâtiment du quartier Meydan. La nouvelle école, ainsi que son théâtre, ont alors pris le nom de Simon Zavarian. Le bâtiment a été entièrement rénové en 1965. Aujourd'hui, l'école comporte une section primaire mixte de 6 niveaux et un jardin d'enfants. Le nombre total d'élèves dépasse 450.
- L'école primaire Sahakian, fondée en 1927 grâce à un don des communautés arméniennes d'Inde et du Brésil. Elle a reçu le nom du Catholicos Sahak II Khabayan du Saint-Siège de Cilicie. Depuis 1932, elle est située dans le quartier Meydan, dans l'enceinte de l'église arménienne Saint-Grégoire. L'école a été agrandie en 1962 par la construction d'un nouveau bâtiment. Aujourd'hui, l'école comporte une section primaire mixte de 6 niveaux et un jardin d'enfants pour un total de plus de 850 élèves.
- L'école primaire Gulbenkian, fondée le 22 septembre 1930 sous le nom d'école Boghos Gulbenkian grâce à la dotation du mécène arménien de Londres, Nerses Gulbenkian. Jusqu'à 1996, l'école utilisait un petit bâtiment dans une rue étroite du quartier Sulaimaniyah. Le 13 juin 1997, le nouveau bâtiment moderne était inauguré près de Suleimaniyeh en présence du Catholicos Aram I. Actuellement, l'école comporte une section primaire mixte de 6 niveaux et un jardin d'enfants pour un total de plus de 500 élèves. L'école a son propre théâtre, nommé Kevork Yesayan.

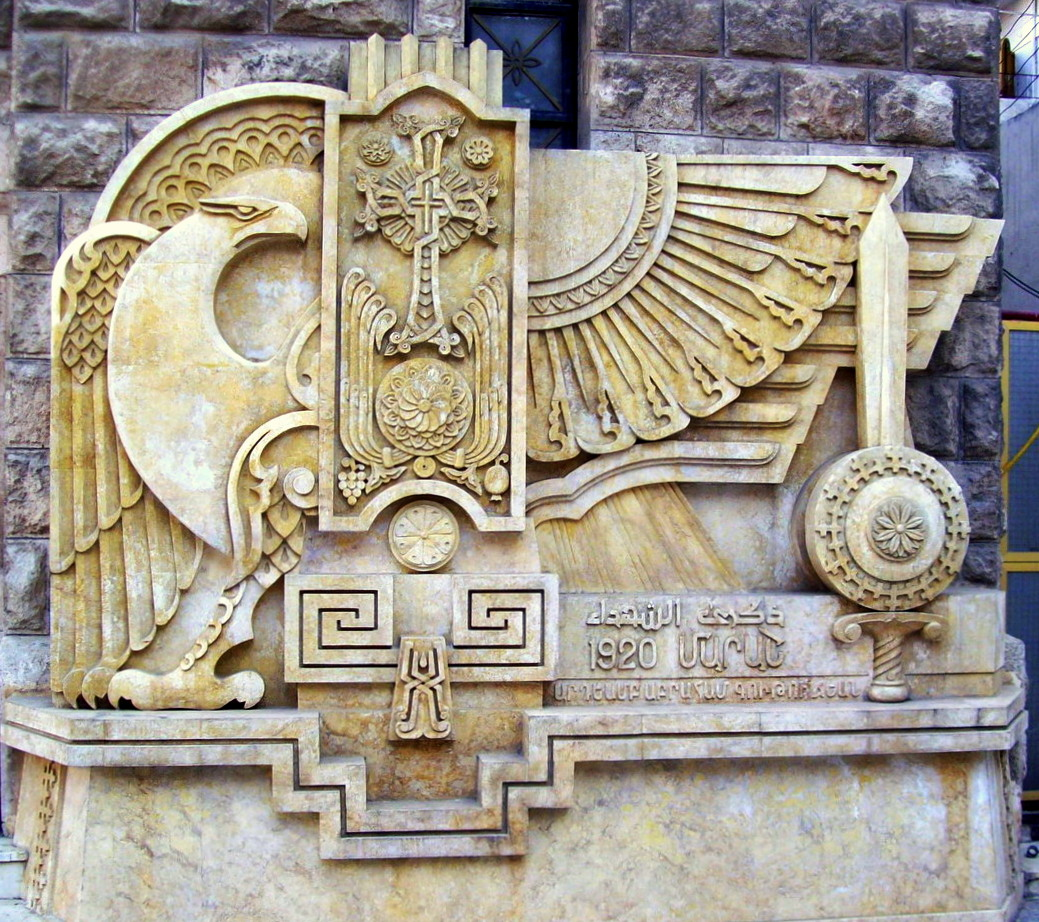
Le monument aux victimes arméniennes de Marash en 1920, église Surp Kevork, Alep.

#### Écoles fermées
De nombreuses écoles ont été fermées entre 1946 et 1967, notamment en raison du Programme arménien de rapatriement de l'Arménie soviétique :
- L'école primaire Mesropian (1923-2011) était une l'école élémentaire à six niveau ouverte dans le camp de réfugiés arméniens de Ram dans le quartier Suleimaniyeh en 1923, et connue alors comme l'École mixte Mesropian du Camp. En 1936, elle a été transférée dans le quartier peuplé d'Arméniens Meydan, dans le cadre de la constitution d'un ensemble autour de la future église Surp Kevork (finalement consacrée en 1965). La section maternelle de l'école était située dans un petit bâtiment adjacent à l'église Surp Kevork. En 2003, le nombre total d'élèves de l'école mixte était de 200. Finalement, en 2011, l'école a fermé juste après l'éclatement de la Guerre Civile Syrienne.
- L'école primaire arménienne (1923-1979) située dans le quartier Sheikh Maqsoud
- L'école primaire araméenne (1930-1977) située dans le quartier assyrien
- L'école primaire Vartanian (1936-1980) située dans le quartier Ashrafiyeh
- L'école primaire Kermanigian (1937-1974)
- L'école primaire Ousumnasirats-Levonian (1945-1964)

### Écoles arméniennes dans d'autres régions syriennes
- Le lycée Yeprad (Euphrate), Qamishli, fondée en 1932 et comportant 9 niveaux depuis 1962. Actuellement, elle compte plus de 900 élèves.
- L'école primaire Azadutyun (Liberté), Al-Malikiyah (Dayrik)
- L'école Mesrobian, Al-Hasakah
- L'école primaire Nahadagats (des Martyrs), Ras al-Ayn
- L'école primaire Khorenian, Tell Abyad
- L'école primaire Noubarian, Raqqa
- L'école primaire Veradzenount (de la Renaissance), Yacoubiyah
- L'école primaire Nahadagats (des Martyrs), Lattaquié
- L'école secondaire Osumnasirats Miyatsyal, Kessab
- Le lycée Tarkmanchats (Saint-Traducteurs), Damas
- L'école primaire Ousumnasirats, Damas
- L'école primaire AGBU Gyullabi Gulbenkian, Damas
- L'école primaire Sahakian, Homs

Établissements scolaires fermés :
- L'école primaire Mesropian, Jarablous (1933-1944)
- L'école primaire AGBU Vartanian, Jarabulus (1935-1944)
- L'école primaire Khrimian, Ayn al-Arab (1927-1962)
- L'école primaire AGBU Avedis Sarafian, Ayn al-Arab (1950-1975)

## Intégration des communautés arméniennes en Syrie

### Vie politique
Les Arméniens de Syrie sont intégrés dans la vie politique locale depuis la période de la domination ottomane sur la Syrie. Comme les autres communautés religieuses, la communauté syrienne organisait ses propres affaires sous le système du millet, notamment les sujets comme l'éducation, les services sociaux, et même certaines de leurs lois. Le millet régissait les différents internes à la communauté tels que le mariage, le divorce, l'héritage ainsi que le recouvrement et l'utilisation de l'impôt.
Artin Boşgezenyan était député de la ville d'Alep dans les premier (1908-1912), deuxième (avril–août 1912) et troisième (1914-1918) parlements ottomans de l'Ère constitutionnelle.
Après la création de l'État syrien, Hrant Maloyan, un officier général arménien originaire de Muş, a servi en tant que chef des Forces de Sécurité Syriennes durant les années 1940 et 1950. Par ailleurs, un autre officier général militaire arménien de Ayntab, Aram Karamanoukian, était devenu le commandant de l'artillerie de l'Armée syrienne à la même époque.
Les Arméniens ont été représentés quasi-continuellement au Parlement syrien à partir de 1928. Les Syro-arméniens membres du Parlement ont été (dans l'ordre chronologique) Mihran Puzantian, Fathalla Asioun, Nicolas Djandjigian, Movses Der Kalousdian (plus tard, également député au Parlement libanais), Hratch Papazian, Henri Hendieh (Balabanian), Hrant Sulahian, Bedros Milletbashian, Ardashes Boghigian, Nazaret Yacoubian, Movses Salatian, Dikran Tcheradjian, Fred Arslanian, Abdallah Fattal, Louis Hendieh, Krikor Eblighatian, Aram Karamanougian, Roupen Dirarian, Levon Ghazal, Simon Ibrahim Librarian et Sunbul Sunbulian (jusqu'en 2012). À la suite des élections législatives de 2012, le Conseil populaire de la Syrie ne comporte plus aujourd’hui de membre issu de la communauté arménienne. Mais aux élections d'avril 2016, deux Arméniens ont été élus au Parlement syrien, Jirayr Reyissian et Nora Arissian.
L'actuel conseil des ministres syrien comporte un membre arménien depuis que Nazira Farah Sarkis a été nommé Ministre d'État des Affaires environnementales en juin 2012.

### Persécution
En novembre 2014, il ne restait que 23 familles arméniennes et chrétiennes assyriennes dans la ville de Raqqa. Des bibles chrétiennes et d'autres livres saints auraient été brûlés par des membres de Daech,,.

### Médias

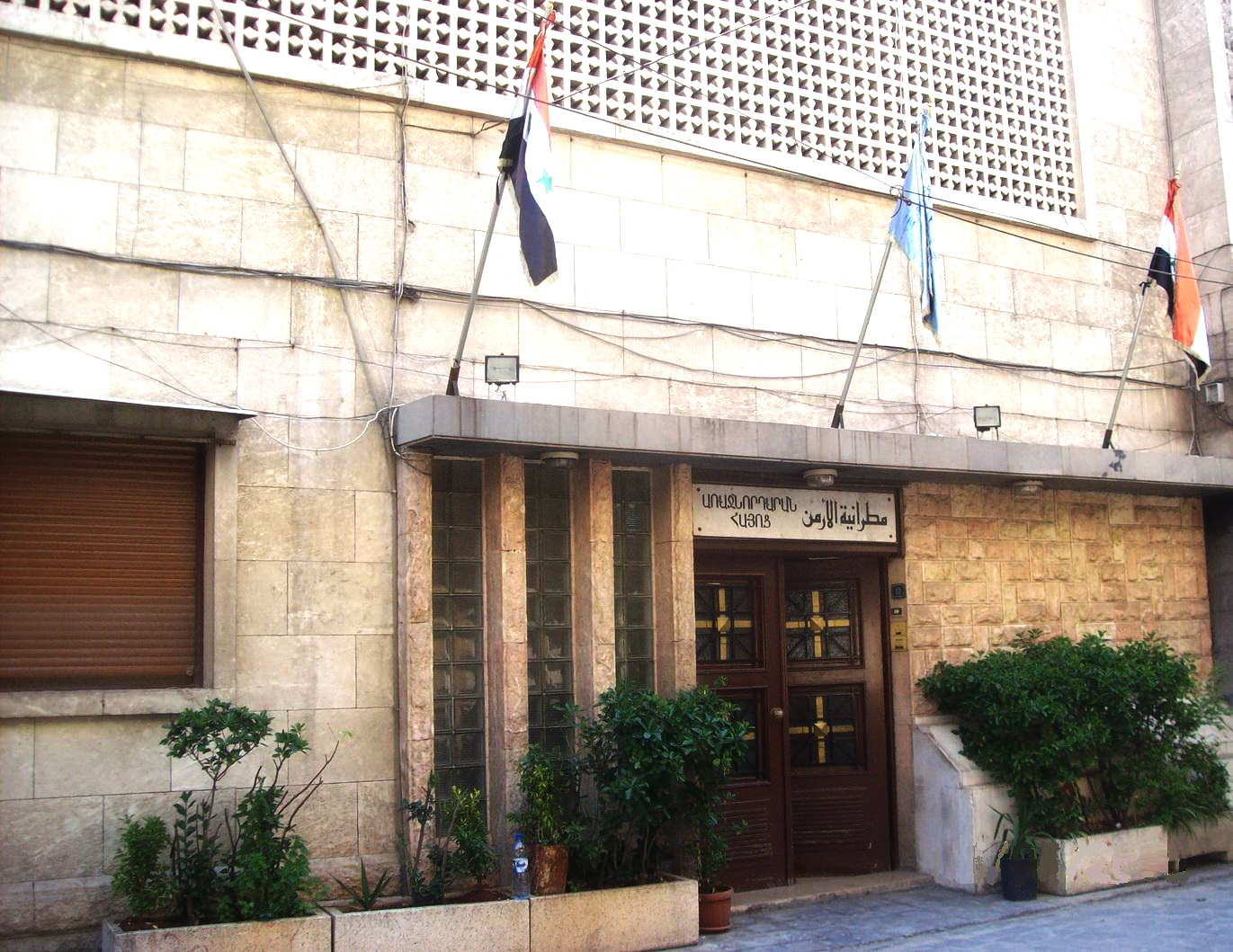
La Prélature arménienne d'Alep.

La Syrie a une riche tradition de médias et des publications en langue arménienne. les quotidiens arméniens -actuellement disparus - fonctionnaient très bien au début du 20e siècle. Le quotidien Hye Tsayn (1918-1919), Darakir (1918-1919) qui paraissait tous les deux jours et Yeprad (1919) furent parmi les premiers journaux publiés.
Un flux de publications suivi dans les années vingt et trente : Souriagan Sourhantag (1919-1922), Souriagan Mamul (Presse Syrienne, 1922-1927), les quotidiens Yeprad (1927-1947), Souria (1946-1960) et Arevelk (1946-1963). Ce dernier publiait également son propre annuaire. Arevelk publiait également à partir de 1956 son supplément jeunesse Vahakn (1956-1963) et son supplément sport Arevelk Marzashkharh (1957-1963).
Parmi les mensuels figuraient Nayiri (1941-1949), publié par Antranig Dzarugian, et le magazine jeunesse Purasdan (1950-1958).
Souriahye Daretsuyts (1924-1926), Datev (1925-1930), Souriagan Albom (1927-1929), Daron (1949), Hye Darekirk (1956) et Keghart (depuis 1975) étaient publiés annuellement.
Actuellement, l'hebdomadaire Kantsasar est l'organe officiel du Diocèse arménien de Beroea à Alep. Il a d'abord été publié sous le nom de Oshagan en 1978 puis a été renommé Kantsasar en 1991.
Les éditeurs syriens participent grandement à la traduction d’œuvres littéraires et études universitaires arméniennes en arabe. Il est à noter que le tout premier journal en langue arabe a été publié par le journaliste arménien alépin Rizqallah Asdvadzadur Hassoun, en 1855, à Constantinople.

### Sport

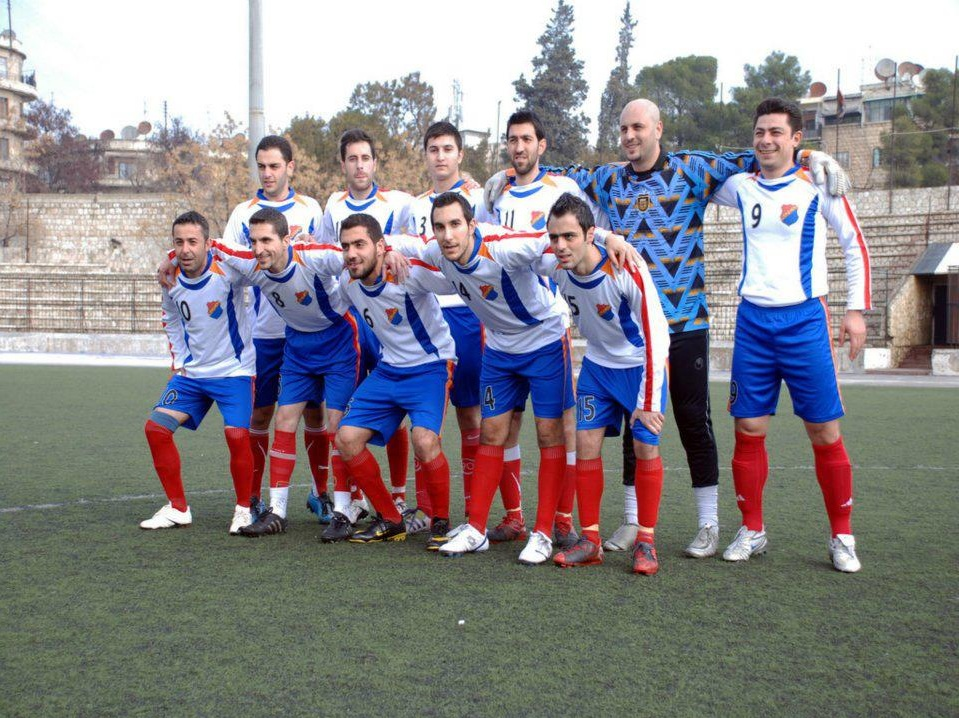
L'équipe de football d'al-Yarmouk (Homenetmen).

Al-Yarmouk (anciennement Homenetmen Alep) et Ouroube (anciennement al-Ahd al-Jadid) sont des clubs sportifs syro-arméniens basés dans la ville d'Alep. Figurant parmi les plus anciens clubs de sport en Syrie, al-Yarmouk et Ouroube envoient de nombreuses équipes participant à différentes compétitions nationales syriennes, notamment en football, basket-ball (hommes et femmes), tennis de table, échecs et autres sports individuels. Les clubs ont leurs propres centres de formation dans la ville d'Alep.
Au cours de la première moitié des années 1940 et 1950, de nombreux joueurs arméniens ont représenté le football syrien au niveau national, notamment Ardavazt Marutian et Kevork Gerboyan. L'ancien joueur et entraîneur Avedis Kavlakian des années 1960 a été sélectionné par la presse syrienne comme le meilleur footballeur syrien du 20e siècle.
Kevork Mardikian de Lattaquié est un célèbre entraîneur de football et a été l'un des meilleurs footballeurs syriens pendant les années 1970 et 1980. Aujourd'hui, son fils Mardik Mardikian est membre de l'équipe nationale de football de Syrie.
En basketball, Marie Mouradian, Ani Karalian, Elisabeth Mouradian et Mages Donabedian étaient membres de l'équipe nationale syrienne féminine dans les années 1980 et 1990. Sari Papazian et Vatche Nalbandian d'Alep sont des membres actuels de l'équipe nationale masculine de basketball.

### Musique, arts graphiques et théâtre
Beaucoup d'Arméniens de Syrie ont atteint une renommée nationale et internationale dans les domaines de la musique et du théâtre. Salloum Haddad du village arménien de Yacoubiyah est un acteur contemporain célèbre sur la scène syrienne et arabe. Ruba al-Jamal (mort en 2005) était un éminent chanteur de chansons arabes classiques, né Dzovinar Garabedian. De nombreux autres chanteurs syriens d'origine arménienne et musiciens sont devenus des artistes de renom parmi les Arméniens à travers le monde comme George Tutunjian, Karnig Sarkissian, Paul Baghdadlian, Setrag Ovigian, Arsen Grigoryan (Mro), Karno et Raffi Ohanian. De nombreux autres ont atteint une renommée internationale, notamment Aram Tigran, Haig Yazdjian, Avraam Russo, Wadi' Mrad, Talar Dekrmanjian et Lena Chamamyan. Le chef d'orchestre de l'Orchestre symphonique national de Syrie est Missak Baghboudarian de Damas.
Le théâtre arménien est représenté dans la ville d'Alep par :
- La troupe Antranig de l'association culturelle Nor Serount
- La troupe Bedros Atamian de l'Association de Jeunesse Arménienne
- La troupe Zavarian de l'association culturelle et éducative Hamazkayin
- La troupe Levon Shant de l'association culturelle et éducative Hamazkayin
- La troupe Kermanig-Vasbouragan de l'association culturelle Kermanig-Vasbouragan
- La troupe Vartan Ajemian de l'association culturelle Grtasirats

Les ensembles musicaux arméniens alépins comprennent notamment :
- Le chœur Zvartnots de l'association culturelle et éducative Hamazkayin
- La chorale Alexander Spendiaryan de l'Association de la Jeunesse arménienne
- Big Band, groupe musical de l'Association de la Jeunesse arménienne
- L'orchestre de chambre Gomidas de l'Association de la Jeunesse arménienne
- Le chœur d'enfants Meghri de l'association culturelle et éducative Hamazkayin

Plusieurs troupes de danse arméniens fonctionnent à Alep :
- La troupe de danse Nor Serount de l'association culturelle Nor Serount
- La troupe de danse Sartarabad de l'association culturelle et éducative Hamazkayin
- La troupe de danse Jirayr
- La troupe de danse Antranig de l'Association de la Jeunesse arménienne
- La troupe de danse Uno
- La troupe de danse pour enfants Chouchi de l'association culturelle et éducative Hamazkayin

Parmi les écoles d'arts arméniennes d'Alep, on trouve :

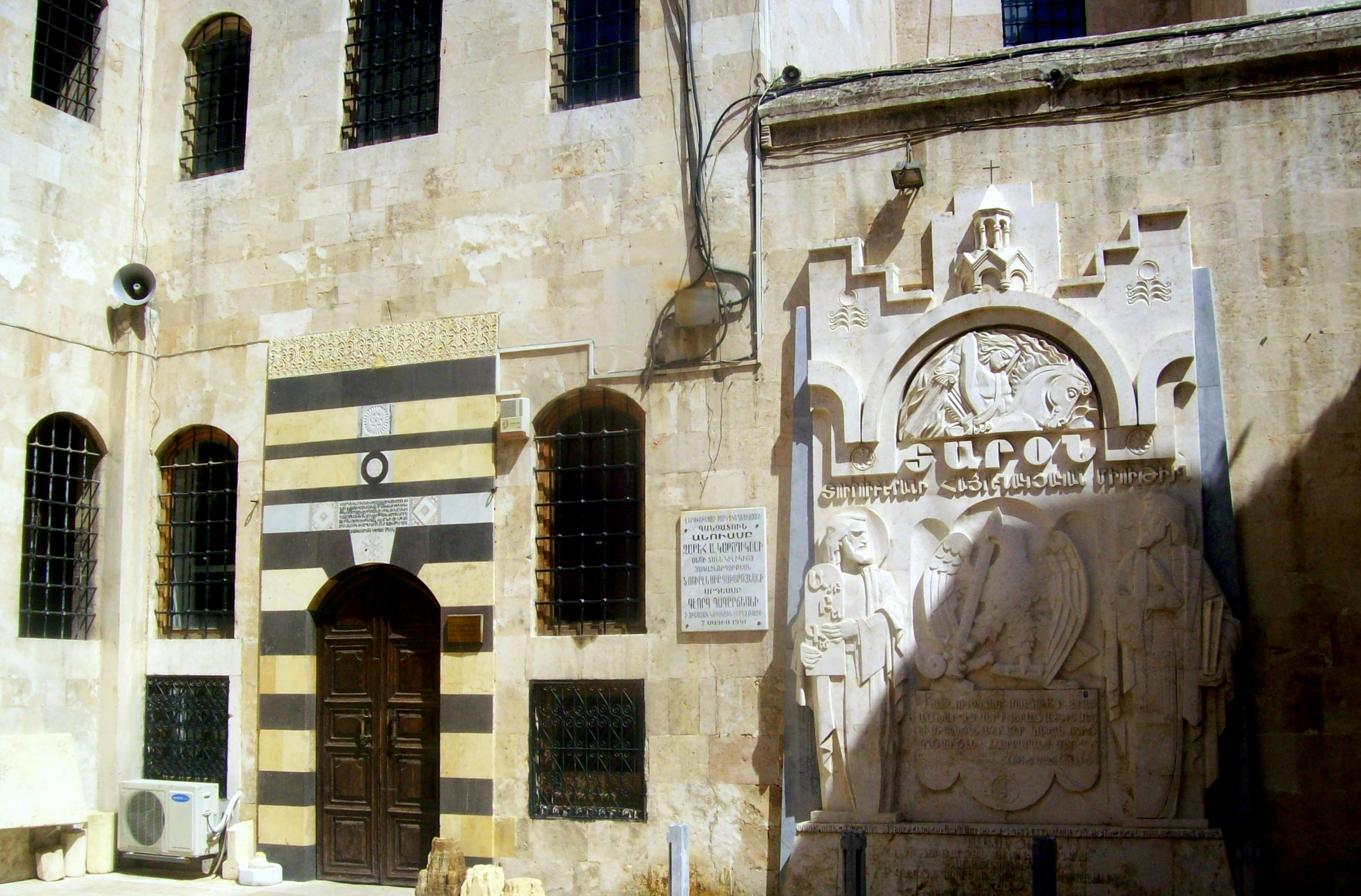
L'Église de la Sainte Mère de Dieu d'Alep, datant du 15e siècle, qui sert actuellement de trésor-musée de l'Église arménienne

- Le conservatoire d'arts plastiques Martiros Sarian de l'Association de la Jeunesse arménienne
- Le conservatoire d'arts plastiques Arshile Gorky de l'association culturelle et éducative Hamazkayin
- Le conservatoire de musique Aram Khachaturian de l'Association de la Jeunesse arménienne
- Le conservatoire de musique Barsegh Kanachyan de l'association culturelle et éducative Hamazkayin

### Sciences médicales

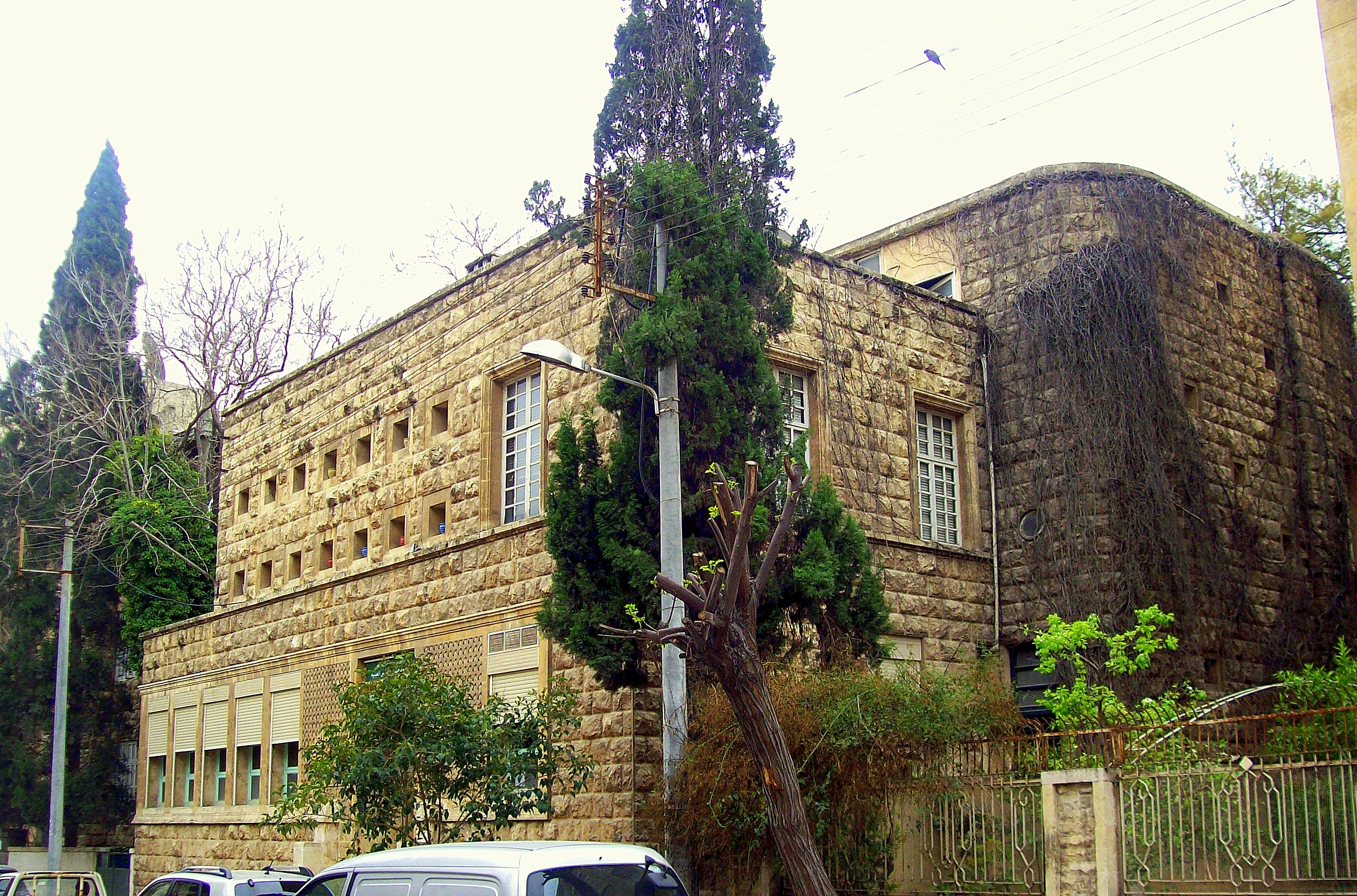
Hôpital ophtalmologique Robert Jebejian de la ville d'Alep, fondé en 1952.

Les Arméniens ont été parmi les pionniers de la médecine moderne en Syrie. Le premier générateur de rayons X en Syrie et au Liban a été introduit par le Dr Asadour Altunian (1857-1950) à Alep, en 1896. Le Dr Altunian a ouvert la première clinique privée de la ville d'Alep en 1927. Plus tard, il a fondé la première école de soins infirmiers en Syrie, également à Alep. Après sa mort, en 1950, le Dr Asadour Altunian a été honoré par le gouvernement syrien de la distinction la plus élevée de l'Ordre du Mérite civil. En ophtalmologie, le Dr Robert Jebejian (1909-2001) a été parmi les premiers ophtalmologistes en Syrie. Il a fondé le tout premier hôpital d'ophtalmologie privé d'Alep, en 1952. Le Dr Jebejian avait publié de nombreuses études sur la leishmaniose et le trachome. En 1947, le Dr Jebejian effectué la première greffe de cornée au Moyen-Orient et dans le Monde arabe.

## Relations syro-arméniennes

### Deir ez-Zor et le génocide arménien

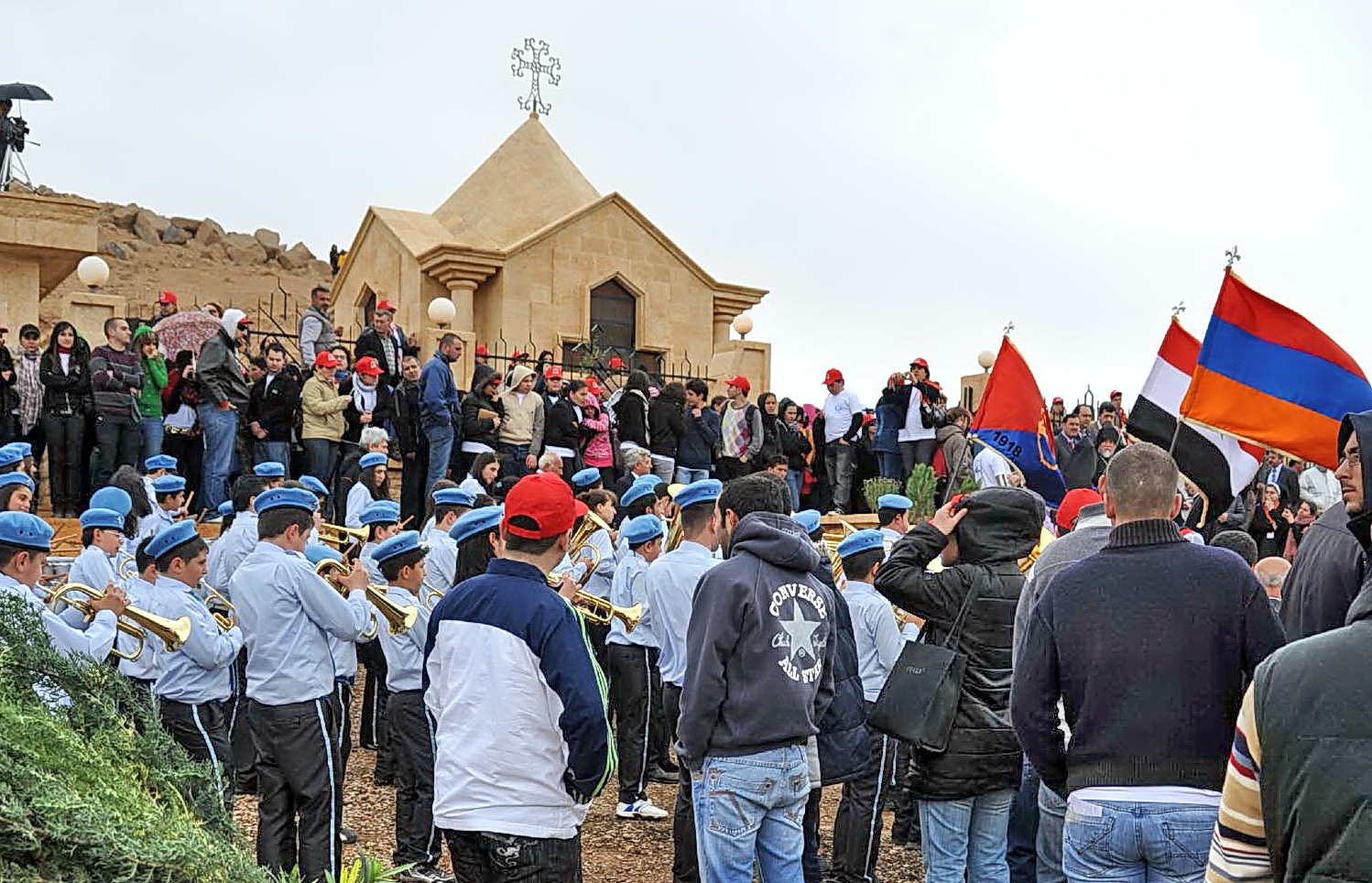
Les pèlerins commémorant le 94e anniversaire du génocide à Margadeh.

En 1915, la région syrienne principalement désertique de Deir ez-Zor, était un des lieux où les Arméniens était déportés pendant le Génocide arménien, et où ils trouvaient la mort. Un complexe mémorial pour commémorer cette tragédie a été ouvert dans la ville. Il a été conçu par Sarkis Balmanoukian et a été officiellement inauguré en 1990, avec la présence du Catholicos arménien du Saint-Siège de Cilicie. Le complexe contient des os et des restes de victimes arméniennes du génocide retrouvés dans le désert de Deir ez-Zor et est devenu un lieu de pèlerinage pour de nombreux Arméniens en souvenir de leurs morts.

### Kessab, ville syrienne à majorité arménienne

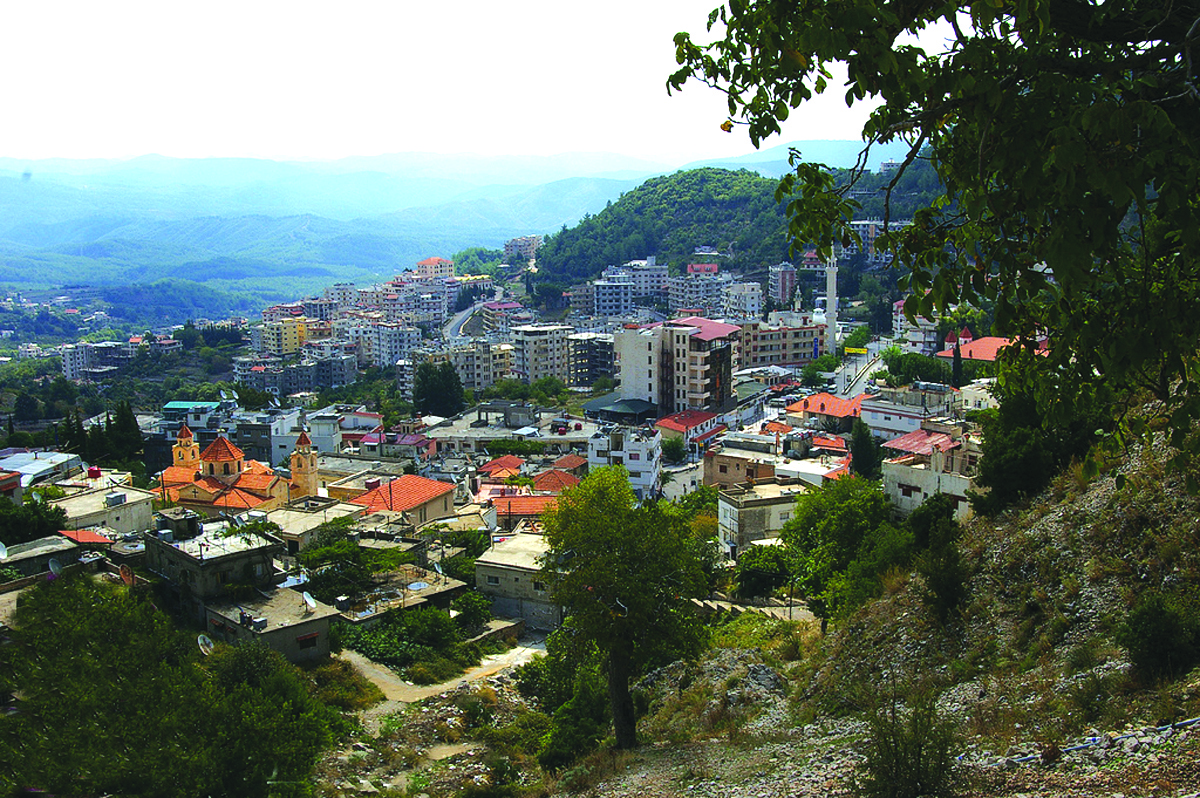
Kessab.

Kessab (en arabe : كسب, arménien : Քեսապ K'yesap) est une ville frontalière syrienne située dans le Gouvernorat de Lattaquié, au nord-ouest de la Syrie, à 800 mètres d'altitude, à seulement 3 kilomètres de la frontière turque, et à 9 kilomètres de la Méditerranée.
Kessab est une ville arménienne vieille de plus de 1 000 ans. Aujourd'hui, la population de la ville et des villages environnants est principalement arménienne avec une minorité arabe syrienne.
Kessab est une station touristique d'été et une destination très populaire.

### Relations entre la Syrie et l'Arménie
L'ambassade arménienne de Damas (depuis 1992), a été la première ambassade arménienne ouverte à l'étranger après l'indépendance de l'Arménie. La visite officielle en Syrie du président arménien nouvellement élu Levon Ter-Petrossian, en 1992, a été la première visite officielle à l'étranger d'un président de l'Arménie après l'indépendance du pays. Depuis, les relations entre les deux pays se développent, notamment depuis la création d'une commission économique commune entre les deux gouvernements et à l'établissement d'une coopération entre les chambres commerciales d'Alep et d'Arménie depuis 2008. La récente visite du président Bachar el-Assad à Erevan, en juin 2009, visait à maintenir les relations bilatérales.
L'Arménie a également un consulat général à Alep depuis le 28 mai 1993. En 1997, les Syriens ont ouvert leur ambassade à Erevan, qui est située sur la rue Baghramyan, à quelques mètres du palais présidentiel.
Le premier président de la nouvelle République d'Arménie, Levon Ter-Petrossian est né à Alep, en Syrie.